# Guatemala
Pour les articles homonymes, voir Guatemala (homonymie).
République du Guatemala
(es) República de Guatemala
Le Guatemala ou Guatémala, en forme longue la république du Guatemala ou république du Guatémala (en espagnol : República de Guatemala), est un pays d'Amérique centrale frontalier avec quatre pays : le Mexique, le Belize, le Salvador et le Honduras. Il est bordé au nord-est par la mer des Caraïbes et à l'ouest-sud-ouest par l'océan Pacifique. C'est le troisième pays de l'Amérique centrale par sa superficie, mais il en est le plus peuplé. Il fait également partie de l'Amérique latine. En 2024, le Guatémala compte plus de 17,85 millions d'habitants.
Sa monnaie nationale est le quetzal, faisant référence à l’oiseau sacré, dont les Mayas utilisaient les longues plumes de la queue comme objets de luxe. D'ailleurs, il est dit par les Guatémaltèques que les Mayas utilisaient les plumes non seulement comme objet de luxe, mais aussi comme monnaie courante. Ce serait donc de là que viendrait le nom de la monnaie.
Le Guatemala est le quatrième pays le plus inégalitaire d’Amérique latine et le neuvième au niveau mondial.

## Toponymie
Son nom viendrait du nahuatl Cuauhtēmallān, qui peut se traduire par « lieu rempli d'arbres » et signifie peut-être « pays des Quichés ».

## Histoire
La civilisation maya est apparue environ 1 000 ans avant l'ère chrétienne. Elle s'est développée dans presque tout le Guatemala actuel, où elle a construit de nombreuses villes, dont Tikal.
Pedro de Alvarado, un conquistador espagnol, détruisit les villes et soumit brutalement les peuples mayas d'Amérique centrale entre 1523 et 1527.

### Époque maya
La civilisation maya a prospéré dans la majorité du territoire qui constitue aujourd'hui le Guatemala et les régions environnantes pendant environ 2 000 ans avant l'arrivée des Espagnols. Son histoire est divisée en trois périodes : préclassique, classique et post-classique. C'est pendant la période classique que cette civilisation a connu ses principales avancées scientifiques et culturelles. La plupart des grandes villes mayas de la région de Peten et les basses terres du Nord du Guatemala ont été abandonnées autour de 1000 apr. J.-C. mais plusieurs royaumes Mayas ont continué d'exister jusqu'à la conquête espagnole.

### Époque coloniale
Pendant la période coloniale, sous domination espagnole, qui a duré près de 300 ans, le Guatemala était une Capitainerie générale (Capitainerie générale du Guatemala). Il s'étendait de la région de Soconusco dans le Sud du Mexique (Chiapas) au Costa Rica. Les encomiendas voulaient christianiser les groupes autochtones mayas, qui ont été utilisés comme esclaves.
Cet esclavage a été aboli par l'intervention de l'évêque Fray Bartolomé de las Casas dans les années 1550-51, grâce aux controverses de Valladolid.
La première capitale espagnole du royaume du Guatemala était Iximché. La guerre contre les indigènes kaqchikels tua de nombreux indigènes. Plus tard, une autre capitale a été fondée dans la vallée de Panchoy, appelée Santiago de los Caballeros (actuellement Antigua Guatemala).

### Indépendance
En 1808, l'Espagne est envahie par Napoléon Ier. La royauté est retirée à Charles IV, ainsi qu’à son successeur légitime, Ferdinand VII. Bonaparte confie le pouvoir à son frère, Joseph Bonaparte.
Soucieux de continuer de prêter allégeance à leur véritable souverain, Ferdinand VII, et inquiets devant la menace de Napoléon, qui ne cache pas ses intentions d’étendre son pouvoir sur les colonies espagnoles d’Amérique, une vaste campagne contre l’occupation française voit le jour dans le Royaume.
Les colons espagnols d’Amérique décidèrent de destituer les autorités espagnoles en les remplaçant par des gouvernements substituts, dans le but de refréner les envies de Bonaparte et d’exercer le pouvoir, pendant l’absence du roi légitime. À ce moment-ci, certains parlaient d’indépendance, mais cet avis n’était pas partagé par tous. « Plusieurs se seraient contentés d’une plus grande autonomie à l'intérieur de l'Empire ».
Même si l’Espagne se retrouvait sous le contrôle de l'Empire français, une ville au sud du pays y échappait, Cadix. Cette ville était dominée par des libéraux, désireux de mettre un terme à l’absolutisme. Ces dirigeants provoquèrent des élections à Cadix pour former un congrès, qui serait constitué de députés en provenance de tous les territoires espagnols, y compris ceux situés en Amérique. « Les députés hispano-américains participèrent activement aux débats, contribuant à rédiger la constitution de 1812 ».
La Constitution de Cadix s'inspirait des grands principes de la Révolution française de 1789, tels que la souveraineté nationale, la séparation des pouvoirs, la division administrative du pays en provinces et le droit de propriété ou l’égalité. On voit grâce à cela apparaître la première forme de démocratie en Amérique, où le droit de vote est accordé à tous les hommes, y compris les indigènes.

#### Confrontations entre libéraux et conservateurs
La constitution fut acclamée par les patriotes libéraux d’Amérique centrale, mais José de Bustamante y Guerra, gouverneur du Guatemala et président de l’audience, ainsi que Ramon Casaus y Torres, le nouvel évêque, y étaient farouchement opposés. Le gouverneur tenta de l’entraver, du mieux qu’il put. En revanche, lorsqu’en mars 1814 le roi Ferdinand VII récupéra le pouvoir, il décida par la suite d’abolir la constitution, ce qui déclencha une vague répressive contre les libéraux. Ainsi, les événements de Cadix n’arrêtèrent pas la marche vers l’indépendance.
En effet, en 1820, une rébellion libérale, dirigée par le général Rafael del Riego, menaça sérieusement l'absolutisme de Ferdinand VII et le contraignit à annuler l’abolition de la Constitution de 1812. La restauration de la constitution en 1820 permit à la politique centraméricaine d’être plus populaire auprès du peuple, et elle fit émerger différentes factions qui, par la suite, formèrent les bases des pouvoirs libéraux et conservateurs qui se succédèrent au fil de l’histoire de l’Amérique centrale.

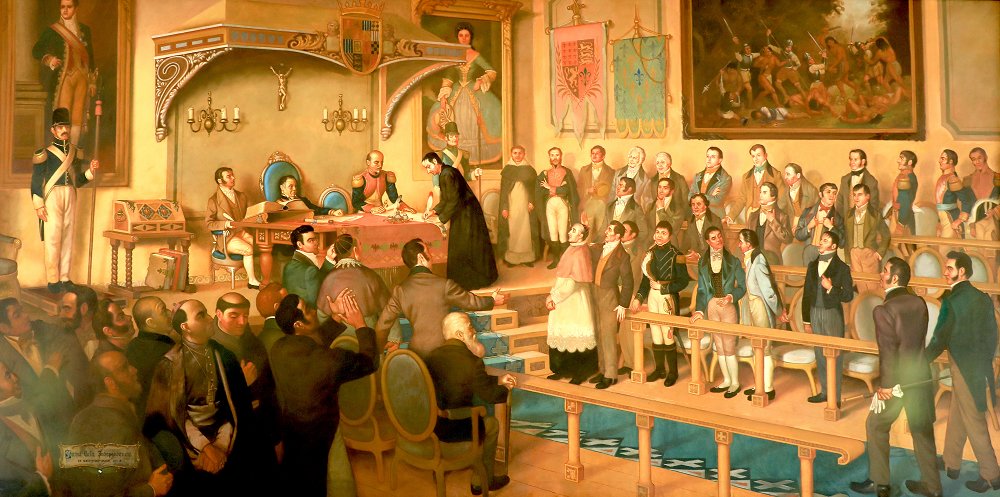
Réunion qui décida de l'indépendance le 15 septembre 1821.

Le capitaine général Gabino Gaínza devint l’un des atouts majeurs dans l’indépendance. En effet, il agit comme un pont entre les pouvoirs en place et les indépendantistes. C’est lui qui organisa le 15 septembre 1821 un séminaire pour parler avec les autorités de la possibilité d’indépendance qui s’offrait à la Capitainerie générale du Guatemala. À force de débats portant sur l’indépendance immédiate ou le statu quo en attendant le résultat de l’indépendance mexicaine, la décision fut prise et concrétisée par la signature de la déclaration d’Indépendance d’Amérique centrale. L’Amérique centrale obtint alors son indépendance.

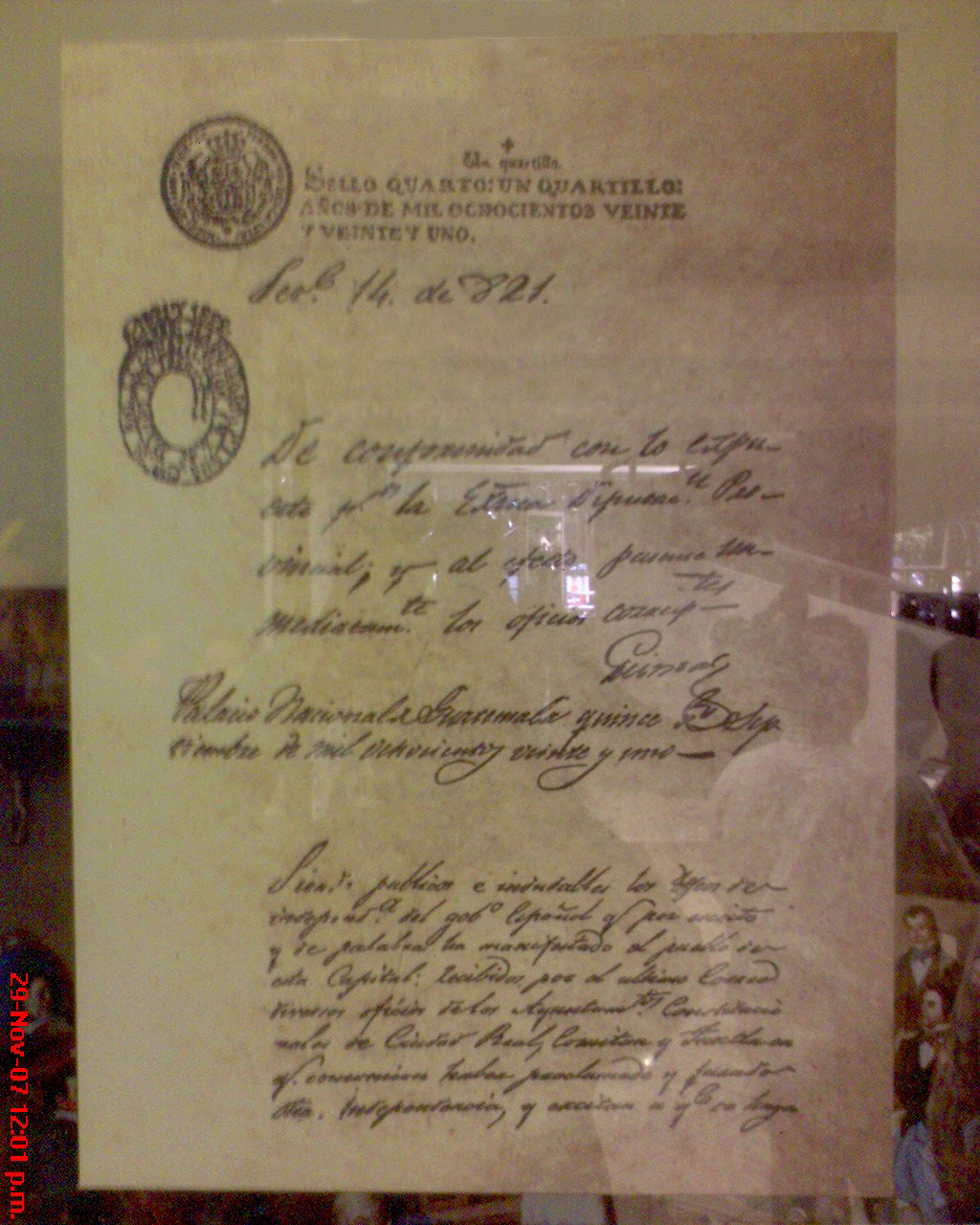
La déclaration d'indépendance de l'Amérique centrale rédigée le 15 septembre 1821.

#### Annexion par le Mexique
Par la suite, en 1821, alors que le Mexique venait d’obtenir son indépendance, Gabino Gaínza insista auprès des autorités, pour que les territoires qui formaient la Capitainerie générale du Guatemala avant l’indépendance s’intègrent dans l’empire mexicain d’Iturbide. Il se laissa convaincre par les arguments d'Iturbide, «un général de l’armée espagnole qui devint plus tard empereur du Mexique». Ces arguments montrent que « l’Amérique centrale n’est pas encore prête à former une république indépendante ». Il y eut consultation des différentes provinces et villes pendant cette opération. Puis, malgré les refus de certaines d’entre elles, l’annexion à l’empire mexicain fut décidée. C’est ainsi que, « [moins] de quatre mois plus tard, le 5 janvier 1822, Gainza et un groupe d’aristocrates décrètent de leur propre chef l’annexion de l’Amérique centrale à l’empire mexicain d’Agustín de Iturbide ».
Iturbide se révéla être un incapable dans son rôle d’empereur, et il vida les caisses du Trésor public. En 1823, Iturbide est finalement renversé par Santa Anna et il est condamné à l’exil. «[Sous] la pression des libéraux, Fisola [un général mexicain] convoque le Congrès.
Le 1er juillet 1823, c’est la proclamation de la seconde indépendance de l’Amérique centrale et c’est ainsi que naît la fédération de l’Amérique centrale.
Une charte appelée Bases de Constitution fédérale (es), qui concerne le Guatemala, le Salvador, le Honduras, le Costa Rica et le Nicaragua, est instaurée le 22 novembre 1824. Elle explique quelques formalités, dont la façon que les différents pouvoirs sont distribués au sein de la Fédération. Selon cette charte, « la Fédération est gouvernée par un président, mais le chef de chaque État conserve une grande liberté d’action ».

#### Désunion de la fédération d'Amérique centrale
Du fait que cette fédération présente différentes idéologies politiques, il s'ensuit de nombreux conflits. Il y a d'ailleurs à cet effet plusieurs conflits entre les autorités fédérales et provinciales qui ont eu lieu. Prenons par exemple l'emprisonnement du chef d'État du Guatemala, Burrundia, en 1825 par le président Arce, qui amena beaucoup de tensions, suivie de la prise d'armes du Salvador au nom de la légalité. « La Fédération centraméricaine reposait sur une Constitution relativement déséquilibrée, qui ne laissait que très peu de moyens financiers et d'autorité à son Président. Surtout, les pouvoirs respectifs des États membres et de la Fédération n’étaient pas clairement définis ».
En 1839, une rébellion orchestrée par Rafael Carrera contre le président du Honduras Francisco Morazán renverse le gouvernement en place. C'est à la fin du mandat du président en 1839 et en 1842, à la mort de Morazán, qui fut tué à cause de sa politique autoritaire, que la Fédération se disloqua pour donner place à cinq pays bien indépendants, soit le Guatemala, le Honduras, le Salvador, le Nicaragua et le Costa Rica,.
Durant près d'un siècle, nombre de dictateurs se succédèrent et favorisèrent les immigrants européens et les intérêts nord-américains. Les Amérindiens se virent spoliés de toutes leurs exploitations et durent se réfugier vers les terres arides du Nord.
Le Guatemala est alors le premier producteur de bananes et de fruits tropicaux des Caraïbes, son unique ressource, mais l'essentiel de ses terres et de son économie (chemins de fer, courrier postal, etc.) sont aux mains de la United Fruit Company, société nord-américaine, qui s'installa en 1901 dans le pays,.

### Colonisations belge et allemande
La colonisation belge débute avec un navire expéditionnaire envoyé par Léopold Ier de Belgique en 1842. Lorsque les Belges prennent connaissance des ressources naturelles de la région d'Izabal, Léopold décide d'installer à Santo Tomás de Castilla un campement pour construire des infrastructures dans la région ; le gouvernement du Guatemala cède la région, en échange d'une rente annuelle de seize mille dollars à lui verser à vie.
En 1844, Santo Tomás de Castilla est devenue une colonie de la Communauté de l'Union, société de la Compagnie belge de colonisation. Le gouvernement de l'État du Guatemala, cède la région de Santo Tomas à cette société par décret de l'Assemblée constituante du Guatemala le 4 mai 1843. Les colons doivent se convertir au catholicisme et prendre la citoyenneté guatémaltèque, mais ils ont le privilège d'un gouvernement autonome. Toutefois, dès 1850, la colonisation belge est mise en échec par l'inhospitalité de la région et la dispersion des colons sur tout le territoire du Guatemala.
Les premiers colons allemands arrivent au milieu du XIXe siècle. Rapidement, ils acquièrent des terres et exploitent des plantations de café dans l'Alta Verapaz et le Quetzaltenango. Cobán devient un centre important pour les colons allemands. Les Allemands développent aussi la culture du thé, du cacao et de la vanille. La plupart des Allemands s'installent à Cobán, d'autres à San Juan Chamelco et Quetzaltenango. L'Alta Verapaz attire de nouveaux colons pour son « isolation naturelle, son climat doux et son sol fertile, et ses possibilités de développement agricole et commercial. » À la fin de 1890, les deux tiers de la production de café de la région était entre les mains des Allemands. Avec le temps, l'économie de Quetzaltenango est devenue entièrement dirigée par les Allemands, et a formé son propre monde dans Quetzaltenango, organisé dans une communauté très unie et solidaire.

### Ère libérale

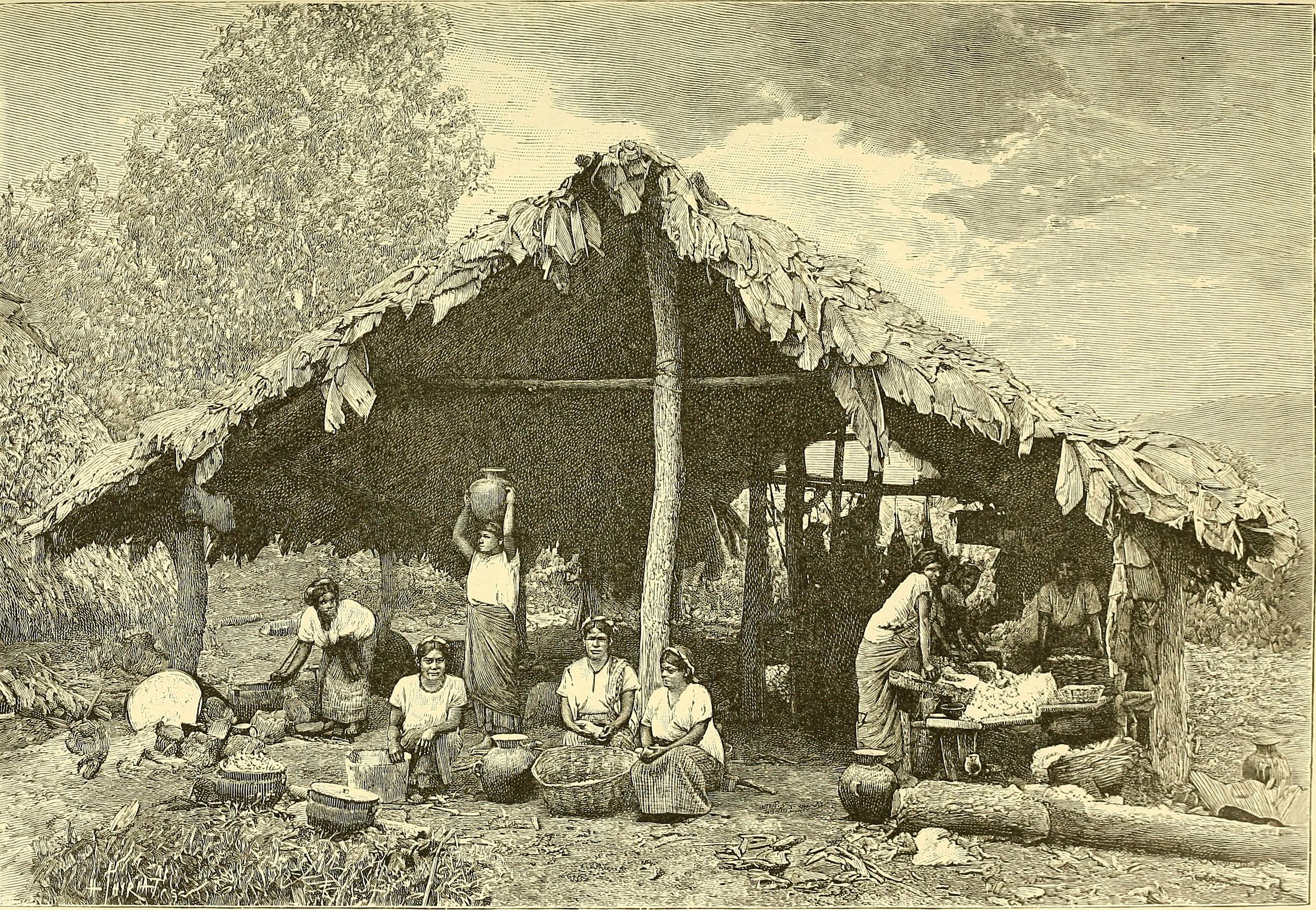
« Régime de la propriété au Guatemala » (1876)

Miguel García Granados devient le leader de la révolution libérale contre le gouvernement du général Vicente Cerna. Il fait fonction de président provisoire de 1871 à 1873 après la victoire libérale. Il entreprend de développer les infrastructures du pays et met en place une Assemblée constituante en 1872. Après sa démission, Justo Rufino Barrios est élu président du Guatemala. Celui-ci poursuit la politique de modernisation des infrastructures du pays et mène une politique économique, entièrement centrée sur la production de café afin de développer les exportations. Soucieux de favoriser l'instruction, il veut l'école primaire gratuite, obligatoire et sans éducation religieuse. L'école normale est créée, et la vieille université San Carlos est nationalisée. Il proclame par ailleurs la liberté de culte et procède à l'expropriation des biens de l’Église.
Il instaure un style de gouvernement très personnel, ce qui conduit à l'apparition d'une dictature de gauche. La liberté d'expression est fortement restreinte. Nombre d'intellectuels progressistes qui le soutenaient au départ, comme José Martí, prennent leurs distances ou s'exilent. En 1875, durant la guerre pour l'indépendance de Cuba, toujours colonie de l'Espagne, il reconnait officiellement l'indépendance de l'ile. Fervent partisan de la réunion des pays d'Amérique centrale en une seule entité, il est tué en 1885 à la bataille de Chalchuapa, en tentant d'imposer par la guerre son projet.
Entre 1898 et 1920, la dictature de Manuel José Estrada Cabrera censure la presse, persécute l'opposition et favorise les membres des grandes familles du café. Elle octroie d’énormes avantages aux compagnies étrangères, qui investissent dans le pays, en particulier l'United Fruit Company. L’implantation dans le pays des firmes étrangères s'effectue au prix de la dépossession des indigènes, de la destruction de leurs communautés (ayllu), et de la prolétarisation des paysans, soumis à l'obligation de travail sur les plantations capitalistes nouvelles, et à la misère des salaires de subsistance.
En 1933, le président Jorge Ubico Castañeda, à la tête du pays depuis deux ans, fait adopter une nouvelle Constitution qui retire le droit de vote aux illettrés (75% de la population, principalement les descendants des Mayas). Il instaure en 1934 une loi contre le vagabondage, chacun devant avoir un carnet de travail, dans lequel était indiqué les jours et le nombre d'heures par jour pendant lesquelles il travaillait ; en l'absence de celui-ci, les personnes sont réquisitionnés pour effectuer des travaux publics d'intérêt général. Sa présidence profite beaucoup à l’élite agro-exportatrice et, surtout, à la United Fruit, qui se voit offrir un appui infaillible. Lors de la guerre civile espagnole, le régime soutient sans ambiguïté le camp franquiste. Le régime dictatorial de Jorge Ubico est renversé par la révolution de 1944.

### Révolution des années 1950
En 1945, Juan José Arévalo, le président nouvellement élu, instaure une nouvelle ère d'investissements sociaux. Il met en place un code du travail, autorise le droit de grève et fonde un institut indigéniste. Les tensions sont alors particulièrement fortes entre grands propriétaires d’une part, syndicats et Parti communiste du Guatemala d’autre part. En juin 1954, son successeur Jacobo Árbenz Guzmán instaure une taxe sur les exportations, et décide une réforme agraire (le Décret 900) qui oblige entre autres la United Fruit Company à céder une partie importante de ses terres en friche.

#### OpérationPBSUCCESS
En réaction à ces réformes que les services de renseignement des États-Unis jugeaient de nature communiste, un coup d'État – nommé opération PBSUCCESS – est alors planifié au cours d’une réunion entre le président Dwight D. Eisenhower et les frères Dulles. Allen Dulles est alors le directeur de la Central Intelligence Agency (CIA) et son frère John Foster Dulles dirige le Département d'État. La CIA et l’administration Eisenhower craignaient l’instauration d’une tête de pont soviétique en Amérique centrale, dans le contexte du maccarthysme intensément anti-communiste de l’époque. Les frères Dulles sont par ailleurs actionnaires de la United Fruit et ont travaillé pour un cabinet qui représentait les intérêts de cette société. Ils faisaient pression à des niveaux variés du gouvernement américain pour une action contre Árbenz en réplique à son expropriation.
Fin juin 1954, la CIA décide ainsi de renverser Árbenz Guzmán et installe à sa place une junte militaire, dirigée par le général Carlos Castillo Armas. Plus de 9 000 sympathisants du gouvernement de Jacobo Árbenz sont assassinés ou emprisonnés dans les mois qui suivent le coup d’État. La réforme agraire est abrogée et l'United Fruit récupère non seulement les terres, dont elle avait été expropriée, mais également des dizaines de milliers d'hectares de terres en friche, qui avaient été distribués aux paysans.
Le président Guzmán démissionne le 27 juin 1954 et se réfugie à l’ambassade du Mexique. Le Guatemala tombe dans une dictature avec une répression féroce et s’enfonce dans la guerre civile pour 25 ans.

### Guerre civile de 1960 à 1996
Les années suivantes sont marquées par de nombreuses violences politiques et institutionnelles. Le président Julio César Méndez Montenegro (1966-1970) conduit une brutale répression des organisations de gauche entrées en clandestinité depuis le coup d’État. Autour de 8 000 assassinats politiques sont dénombrés entre 1966 et 1968. Arrivé au pouvoir en 1970, le général Carlos Manuel Arana Osorio se déclare déterminé à « transformer, s’il le faut, le pays en cimetière, pour restaurer la paix civile ». Entre 1970 et 1978, 20 000 personnes sont tuées par le régime militaire.
Face à cela, dès les années 1960, une résistance paysanne se met en place pour s'opposer aux dictatures militaires qui se succèdent. Elle est soutenue par un mouvement de guérilla regroupant des militants de gauche, des officiers rebelles et de nombreux paysans. Marquée par la théologie de la libération et la défense des peuples indigènes, la guérilla s’implante dans des communautés autochtones de la région.
Si les liens entre la dictature militaire et les États-Unis sont initialement très forts (les États-Unis contribuent à la formation des officiers de l'armée guatémaltèque et de nombreuses multinationales sont implantées dans le pays), l'administration de Jimmy Carter suspend en 1977 les livraisons d'armes à la dictature (en particulier en raison de la médiatisation du massacre de Panzós (es), où 150 paysans sont exécutés par l’armée gouvernementale). Israël procure alors au régime des conseillers militaires, des armes et du matériel destiné à la localisation des guérilleros.
En 1982, le général Efraín Ríos Montt est à l'origine d'un coup d'État. Peu après son arrivée au pouvoir, il met en place les patrouilles d'autodéfense civiles (PAC), formées de miliciens recrutés de force par l'armée et ayant comme objectif d'éradiquer la guérilla par tous les moyens. Le général met en action sa politique de la «terre brûlée » : ainsi, 440 villages seront complètement rasés, près de 200 000 Mayas seront massacrés ou encore jetés d'hélicoptères dans l'océan Pacifique. 40 000 réfugiés fuient vers le Mexique. La guérilla réagit en fondant un mouvement armé, l'URNG (Union révolutionnaire nationale guatémaltèque) : le conflit prend alors des allures de guerre civile (voir conflit armé guatémaltèque) et le nombre de victimes ne cesse d'augmenter. La Centrale sanitaire suisse, avec d'autres ONG internationales, tente d'apporter une aide médicale, notamment auprès des communautés indigènes rurales.
En 1983, Efraín Ríos Montt est renversé par un autre militaire, Oscar Mejía Víctores, à la suite de rivalités à l'intérieur de la junte au pouvoir : sa courte présidence est la période la plus meurtrière des violences.

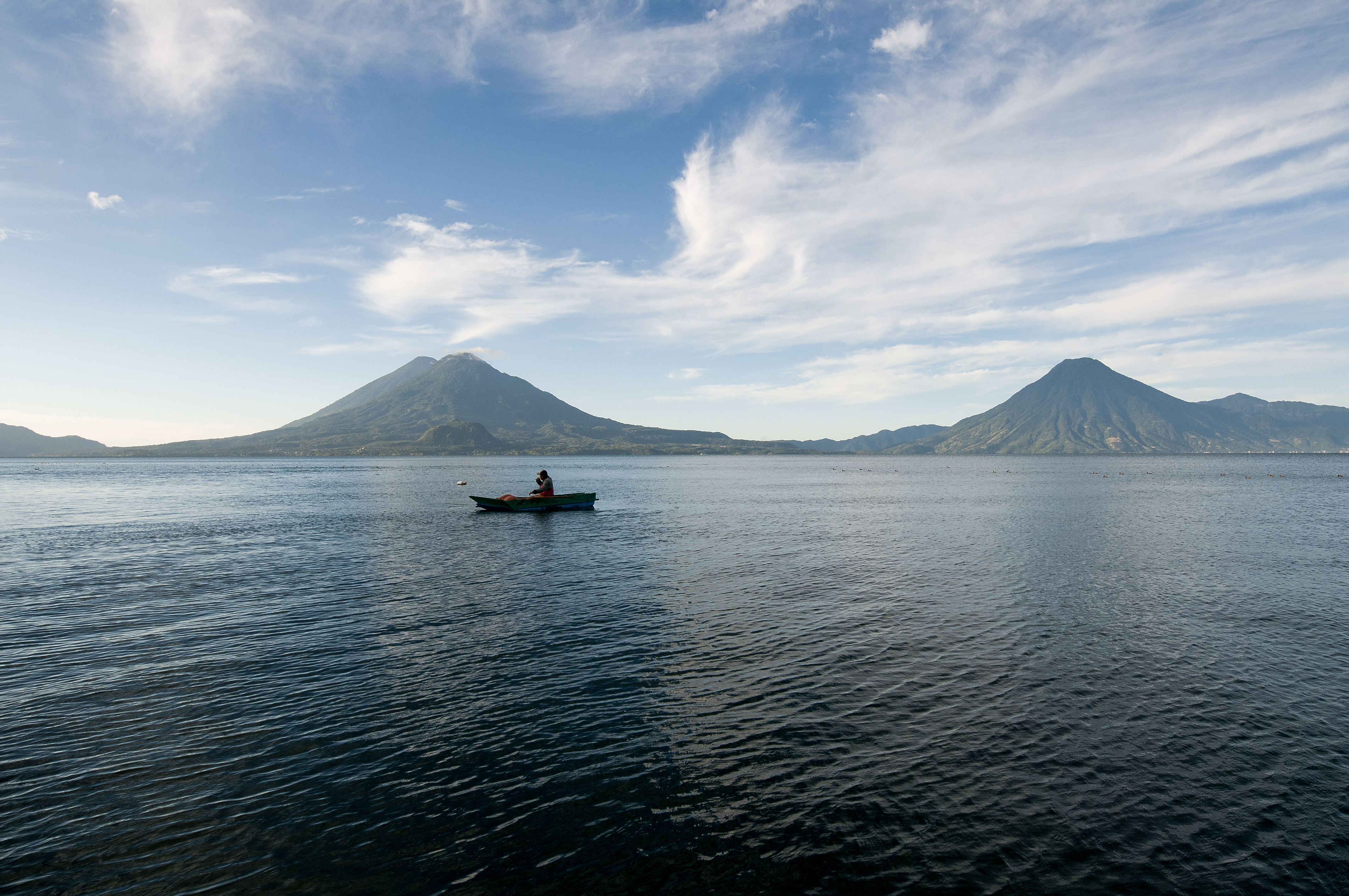
Le lac Atitlán, dans le département de Sololá au Guatemala, considéré comme l'un des plus beaux au monde.

En 1985, l'élection du président démocrate-chrétien Vinicio Cerezo remet le pouvoir aux mains des citoyens mais l'armée et les militaires continuent d'influencer fortement la politique du gouvernement. Il entame des négociations en vue de mettre fin à la guerre civile. Après avoir été élu démocratiquement, son successeur, Jorge Serrano Elías, fomente un auto-coup d'État, mais il est finalement destitué peu de temps après et remplacé par Ramiro de León Carpio. Celui-ci occupait alors la charge d'ombudsman : il est désigné par le Parlement pour compléter la période présidentielle de Serrano Elías. Cette procédure n'était pas parfaitement constitutionnelle, mais le pays était tombé dans un vide juridique car la Constitution ne prévoyait pas la situation dans laquelle ni le président ni le vice-président (tous les deux s'étant enfuis du pays après l'échec du coup en démissionnant de leurs postes) n'étaient en mesure de prendre en charge la présidence. Les négociations entre le gouvernement et la guérilla reprennent sous la présidence de León Carpio et permettent d'envisager une trêve des violences.
Rigoberta Menchú reçoit le prix Nobel de la paix en 1992, « en reconnaissance de son travail pour la justice sociale et la réconciliation ethno-culturelle basées sur le respect pour les droits des peuples autochtones ».

#### Accords de paix
En 1996, le candidat de la droite réformiste Álvaro Arzú devient président. Le 29 décembre 1996, un accord historique est signé avec la guérilla et le conflit prend fin. L'accord reconnait les Mayas, qui représentent plus de la moitié de la population, comme des citoyens à part entière ; il prévoit une distribution de terres aux petits paysans, une réforme fiscale et la réduction d'un tiers des effectifs des forces armées. La guérilla se transforme en parti politique légal.
Malgré une condamnation internationale, les responsables des exactions commises par l'armée nationale entre 1960 et 1996 mettent du temps à être poursuivis. Des militaires continuent de se livrer à des assassinats de militants d’organisations sociales. Ainsi, l'évêque auxiliaire de la capitale est assassiné en avril 1998, peu après avoir publié un rapport sur le rôle de l'armée dans le conflit.
La guerre civile aura fait au moins 200 000 morts, dont 80% d'origine indigène et 45 000 disparus, imputables à la répression policière d’État. La Commission pour l'éclaircissement historique qui entreprend des recherches après la guerre sur les exactions perpétrées attribue 93% d'entre elles aux troupes gouvernementales et aux paramilitaires qui les appuyaient.

### Après les accords de paix
L’extrême droite retrouve le pouvoir avec l'élection d'Alfonso Portillo (Front républicain guatémaltèque, dirigé par Efraín Ríos Montt). Son mandat débute le 14 janvier 2000. Puis Óscar Berger accède au pouvoir en 2004, à la tête d'un parti conservateur. Son prédécesseur, accusé de détournement de fonds et de blanchiment d'argent au Guatemala, fuit aussitôt le pays. En novembre, à la suite de manifestations d'ex-paramilitaires, le gouvernement accepte de leur verser les indemnisations promises par le régime d'Alfonso Portillo.
L'accord de libre-échange du CAFTA entre l'Amérique centrale et les États-Unis entre en vigueur en 2003, suscitant des protestations de la part des organisations paysannes.
En 2008, Álvaro Colom prend la tête de l'État face au général Otto Pérez Molina. Celui-ci finit par être élu le 6 novembre 2011 avec 53,76 % des voix.

#### Affaire de corruption La Línea
Le 16 avril 2015, la Commission internationale contre l'impunité au Guatemala déclenche une vaste opération anti-corruption et met au jour l'affaire de corruption La Línea, contrebande douanière dans laquelle sont notamment impliqués le président Otto Pérez Molina et la vice-présidente Roxana Baldetti.
Le réseau d'entreprises finançant le Parti patriote a accaparé 450 marchés publics et a déterminé les priorités de plusieurs grandes administrations (tels les ministères des Communications, des Infrastructures et du Logement). Il a ainsi pu mettre en place les programmes et échéances financières qui permettaient d'optimiser la distribution d'argent public aux entreprises qui lui étaient associées. Le président et ses ministres bénéficiant pour leur part de larges rétrocommissions.

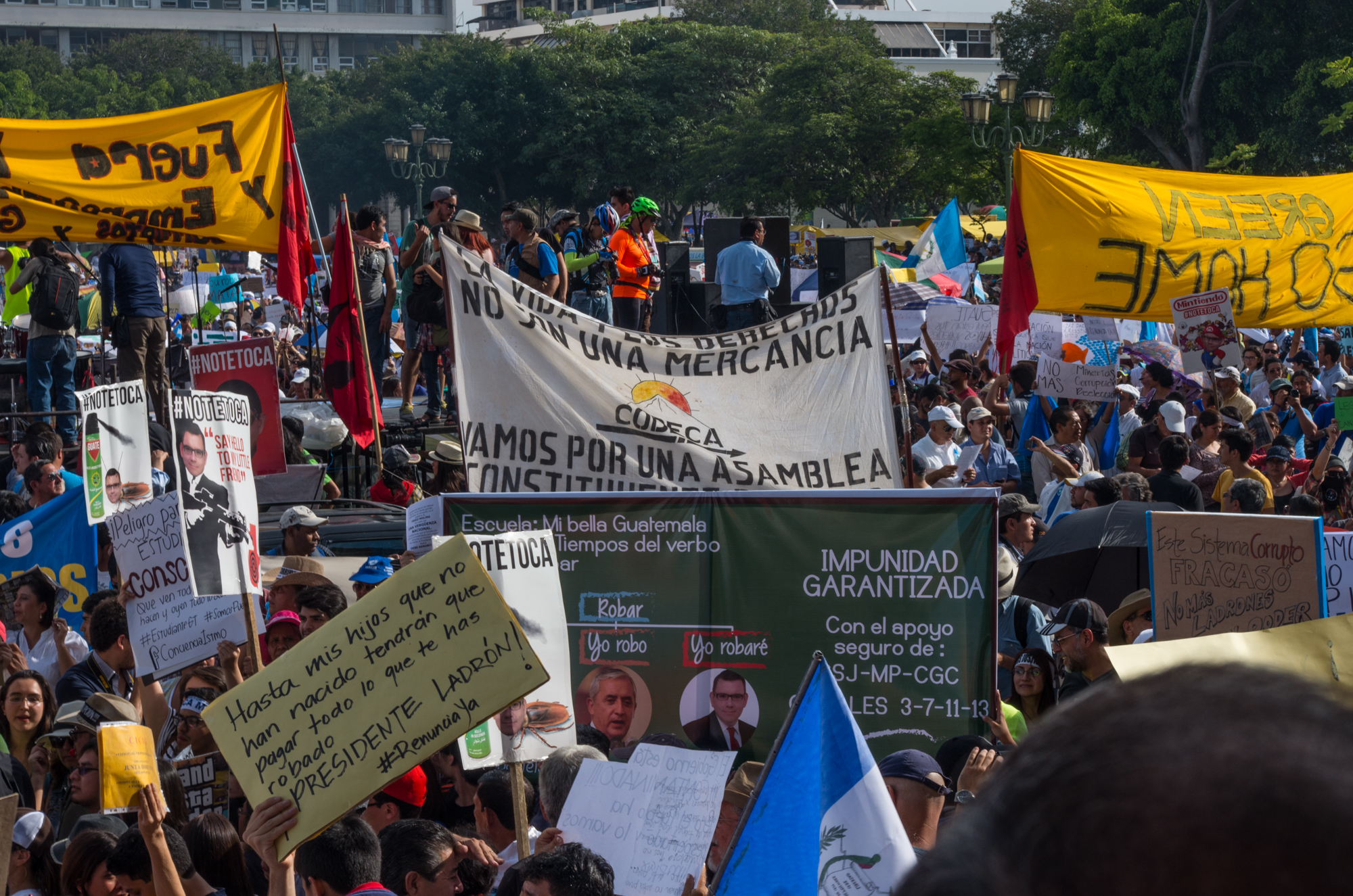
Manifestation du 30 mai 2015 à Guatemala ville.

Ces révélations contribueront à sa démission et au déclenchement de vastes mouvements citoyens de protestation contre la corruption au Guatemala qui s'organisent via les réseaux sociaux et manifestent massivement à partir du 16 mai 2015. Les manifestants demandent la démission du président Otto Pérez Molina et s'opposent à la candidature aux prochaines élections présidentielles de 2015 du candidat Manuel Baldizón soupçonné de corruption et de pratiques totalitaires. Dans les faits, la campagne conduite par le parti qu'il représente est entachée de violences contre ses opposants,.
La naissance de ces mobilisations grâce aux réseaux sociaux constitue une nouveauté inédite et notable en Amérique latine. Les manifestations s'organisent autour du mot-dièse « Renuncia ya » (démission maintenant) sur Facebook et Twitter qui fédère l'indignation citoyenne.
Le 27 mai 2015, ce sont 17 responsables publics qui sont emprisonnés, pour avoir organisé à leur profit le détournement de 15,18 millions de dollars au travers de contrats trafiqués avec diverses organisations publiques, dont la sécurité sociale du Guatemala[réf. à confirmer]. Le 21 août 2015, la vice-présidente déchue, Roxana Baldetti, est emprisonnée. Le même jour, le ministère public et la Commission internationale contre l'impunité au Guatemala accusent le président Otto Pérez Molina d'être le principal responsable du réseau de contrebande.
Le 1er septembre 2015, le congrès vote le retrait de l'immunité du président Otto Pérez Molina. Le 2 septembre 2015, celui-ci fait l'objet d'un mandat d'arrêt. Il annonce sa démission dans la nuit du 2 septembre 2015 au 3 septembre 2015. Après une première audience, il est placé en détention provisoire dans la prison militaire de Matamoros.
En dépit de ces quelques arrestations, le taux d’impunité au Guatemala pour les affaires de corruption s’élèverait à 97%, selon la commission internationale.

## Politique
Le Guatemala est une république présidentielle démocratique. Les élections législatives et présidentielles ont lieu tous les 4 ans en même temps. Le président est à la fois le chef de l'État et le chef du gouvernement. Le président et les ministres qu'il nomme sont à la tête du pouvoir exécutif. Le pouvoir législatif est monocaméral et est exercé par Congrès de la République comptant 160 députés.
La vie politique est très largement dominée par les partis de droite. En 2013, seuls deux députés sur 158 députés et cinq maires sur 333 se réclament de gauche. Il peut être difficile de s'exprimer librement. Critiquer le rôle de l’armée ou défendre les droits de l’homme expose souvent à l'accusation de «communisme», qui est considéré très négativement par les institutions et les médias.
La Commission internationale sur l’impunité estime que plus de 25% de l’argent des campagnes électorales provient du crime organisé et du narcotrafic. En 2019, neuf anciens présidents font l'objet de poursuites judiciaires ou de peines d'emprisonnement, principalement en raison du travail de la Commission internationale contre l'impunité au Guatemala (CICIG). Celle-ci a également fait condamner trois cents hauts responsables politiques et hommes d'affaires.
La commission est suspendue en 2019 et son président expulsé lorsqu'elle met en cause le président en exercice Jimmy Morales.
Une répression est ensuite exercée contre les responsables de la lutte anti-corruption. Cinq juges du parquet spécial contre l’impunité et un ancien représentant de la CICIG sont incarcérés en 2022 sous le motif d'« obstruction » ou « abus d’autorité ». Une répression dénoncée par Amnesty International et par le centre pour l'Action légale en droits humains du Guatemala, qui met en cause un « système complètement corrompu».

## Géographie

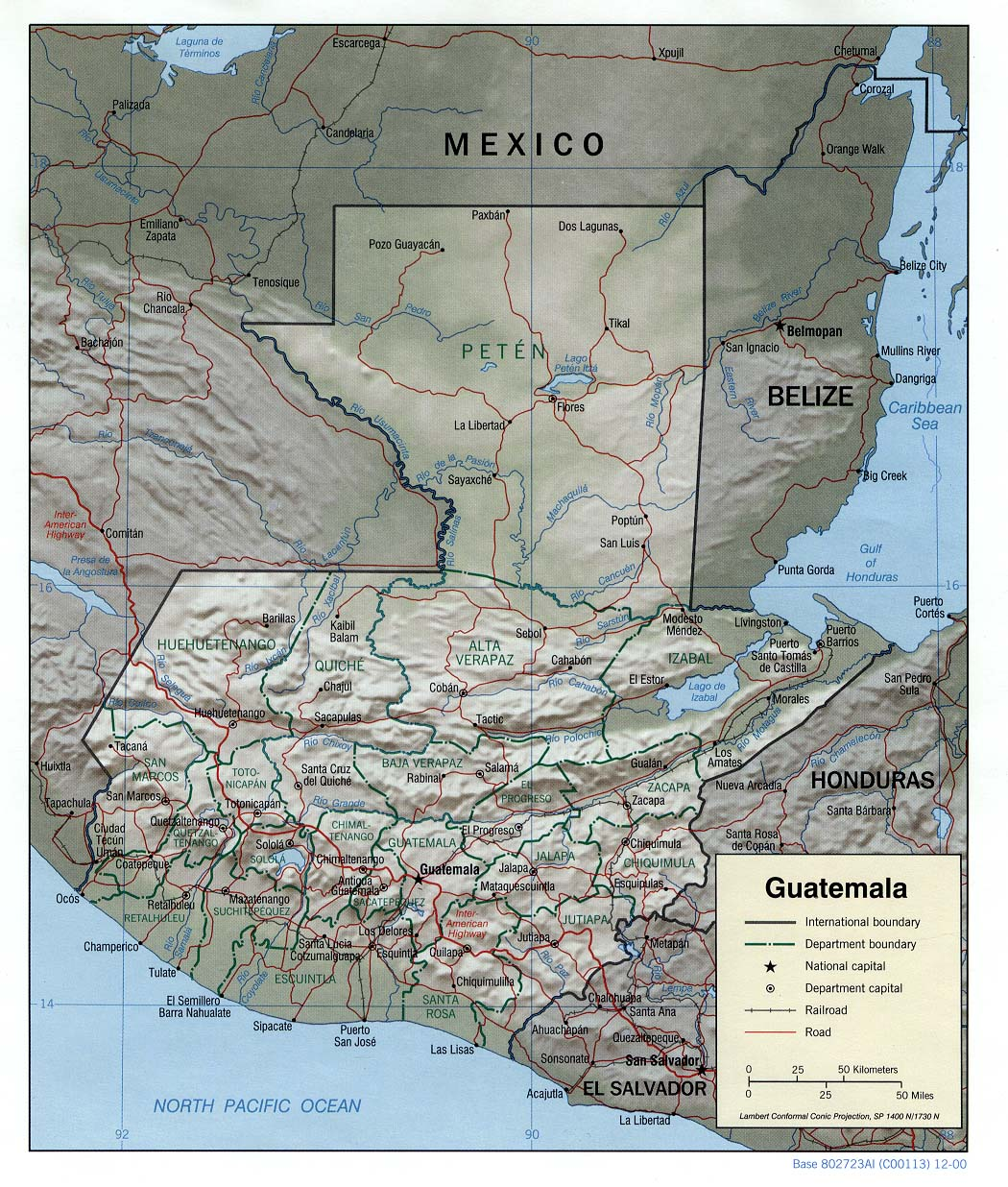
Carte du Guatemala.

Le Guatemala est un pays montagneux, sauf le long des côtes, où se trouvent des plaines littorales.
Le climat est à dominante tropicale, mais davantage tempéré en altitude.
La plupart des grandes villes sont situées dans le Sud. Parmi celles-ci, se trouvent Guatemala, Antigua, Quetzaltenango et Escuintla.
Le grand lac Izabal est situé près de la côte de la mer des Caraïbes.
Les principales données géographiques sont :
- Superficie : 108 890 km2
- Densité : 125,6 hab./km2
- Littoral : 400 km
- Altitude minimale : 0 m (océans Atlantique et Pacifique)
- Altitude maximale : 4 220 m (volcan Tajumulco)

Les hauts plateaux de l’ouest, qui couvrent quelque 20 % du pays, et contiennent une grande partie des 300 micro-climats du Guatemala. La population est surtout d’ascendance indigène et le mode de vie presque exclusivement agricole. Le taux de malnutrition, qui tourne autour de 65 %, est parmi les plus élevés de l’hémisphère occidental.

### Frontières terrestres et maritimes
Le Guatemala possède 1 687 km de frontières (classé 95e), dont :
- au nord-ouest et au nord : 962 km avec le Mexique ;
- au nord-est : 266 km avec le Belize. Cette frontière n'est pas encore clairement établie entre les deux pays : elle doit être définie par la Cour internationale de Justice[55],[56].
- à l'est : 256 km avec le Honduras ;
- au sud-sud-est : 203 km avec le Salvador ;
- à l'est-nord-est : la  mer des Caraïbes ;
- au sud-sud-ouest : l'océan Pacifique.

### Subdivisions

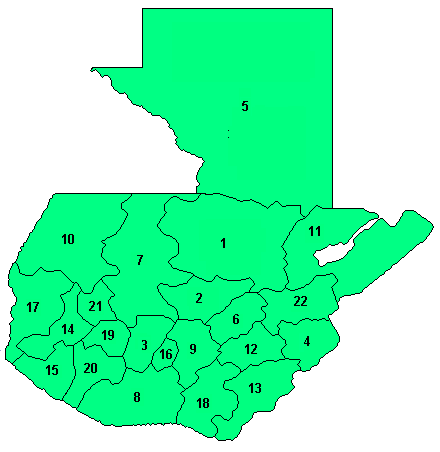
Carte des départements du Guatemala.

Le Guatemala est divisé en 22 départements :
1. Alta Verapaz
2. Baja Verapaz
3. Chimaltenango
4. Chiquimula
5. El Petén
6. El Progreso
7. Quiché
8. Escuintla
9. Guatemala
10. Huehuetenango
11. Izabal
12. Jalapa
13. Jutiapa
14. Quetzaltenango
15. Retalhuleu
16. Sacatepéquez
17. San Marcos
18. Santa Rosa
19. Sololá
20. Suchitepéquez
21. Totonicapán
22. Zacapa

### Villes principales

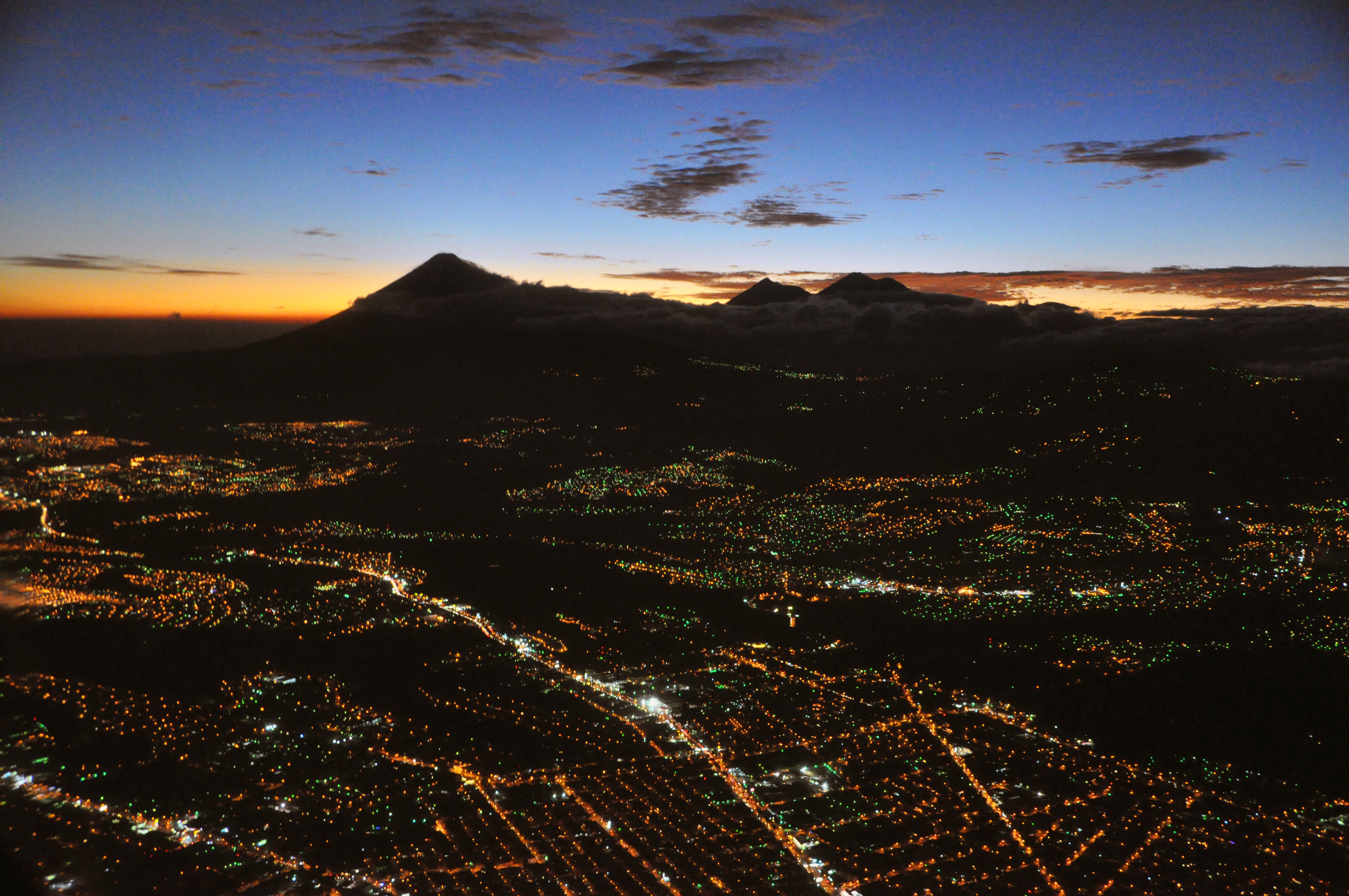
Ville de Guatemala la nuit.

- Ciudad de Guatemala
- Quetzaltenango
- Escuintla
- Mazatenango
- Retalhuleu
- Puerto Barrios
- Antigua
- Cobán
- Flores
- Chiquimula

### Climat
Situé entre les 16e et 13e parallèles nord, le Guatemala a un régime tropical dans le Petén (à l'ouest du Belize) et dans les plaines côtières, plus larges en bordure de l'Atlantique que le long du Pacifique. Les régions montagneuses couvrent environ la moitié du territoire et bénéficient d'un climat tempéré, variant en fonction de l'altitude.
La pluviosité est variable, en raison de la proximité de deux océans, avec une saison sèche bien marquée de novembre à avril. De mai à novembre, des pluies torrentielles s'abattent sur le pays.

## Milieu naturel
Les forêts couvrent en 2019 moins de 30 % du territoire, contre plus de 40 % au début des années 2000. D'après les Nations unies, « la faiblesse des institutions conjuguée à la soif de profits » accroissent « la vulnérabilité socio-environnementale du Guatemala aux impacts du changement climatique et aux catastrophes naturelles ». Le pays doit aussi faire face à la contamination des sols, de l’eau et de l’air, et à la dégradation de la biodiversité.
En 2017, la lagune d'Atescatempa disparait, victime du changement climatique.
Le fleuve Motagua, le plus important cours d’eau du pays, est massivement soumis à la pollution. Selon les estimations du ministère de l’environnement du Guatemala, le fleuve transporte ainsi près de 8 500 tonnes de déchets chaque année – un nombre considéré comme sous-estimé par les ONG. un important préjudice pour les populations environnantes et pour la biodiversité. Devant l'absence de réaction des autorités guatémaltèques, le Honduras, pays également traversé par le fleuve, a menacé en 2022 de porter l’affaire devant la Cour interaméricaine des droits de l’homme, avant d'y renoncer.

## Société
Les homosexuels sont sujets à des discriminations et la loi ne leur est pas favorable. En 2018, un projet de loi interdisant spécifiquement le mariage homosexuel est envisagé. Les Églises évangélistes, puissantes dans le pays, promeuvent les thérapies de conversion.

### Démographie
En 2017, la population du Guatemala est de 16 658 000 habitants. La majorité des Guatémaltèques vit dans des zones urbaines (56 %) et le reste vit dans des zones rurales.
35,12 % de la population est âgée de 0 à 14 ans, 58,36 % a entre 15 et 64 ans et 6,52 % a plus de 65 ans. La majorité de la population est de sexe féminin (53 %) et 47 % sont des hommes. L'espérance de vie est plus élevée chez les femmes (77 ans) que chez les hommes (67 ans), soit 72 ans pour l'ensemble de la population, une des plus faibles en Amérique latine. Le taux de pauvreté a augmenté de 53,7 % en 2011 à 60,4 % en 2017. Un peu plus de 3,5 millions de personnes vivent dans le département de Guatemala où se trouve la capitale. 1,2 million de Guatémaltèques résident à l'étranger, dont 1,07 million aux États-Unis. Le taux de natalité au Guatemala est le plus élevé en Amérique latine, bien qu'en diminution, étant passé de 30,62 % en 2008 à 20,91 % en 2018. Le taux de mortalité est de 4,8 %.

### Criminalité
Le Guatemala est l'un des pays les plus violents d'Amérique latine, derrière le Mexique et le Venezuela, avec 16 personnes tuées par jour en moyenne. 98 % des meurtres ne font l'objet d'aucune enquête et sont classés « sans suite ». Une composante essentielle de cette violence provient des maras, des gangs qui terrorisent la population et qui ont pour principales activités le narcotrafic, les rackets, la traite des personnes et le trafic d'armes. Selon des données de 2020, 90 % de la cocaïne consommée aux États-Unis transite par le Guatemala. Il existe des liens entre le secteur économique et le crime organisé. Celui-ci investit directement dans le pays en achetant des propriétés agricoles, à travers le système bancaire, et en investissant dans toutes sortes d’entreprises.
Après la fin de la guerre civile, d'anciens militaires se sont organisés en bandes criminelles pour éviter la mise en place d'une justice transitionnelle effective pour les victimes de crimes de guerre. Menacés par le processus de transition démocratique, ils répondaient par des exécutions de militants politiques ou associatifs. L'exemple le plus notable fut l'assassinat de l’évêque Juan José Gerardi Conedera sur ordre d'un commandant d'une base militaire. Le politiste Edgar Gutierrez souligne que ces groupes « étaient mus par une ambition plus vaste : le contrôle de l’État et de l'économie. La plupart des officiers de renseignement de la dictature militaire sont devenus pendant ces années des infiltrés de la criminalité organisée à proximité ou au sein de l’État. »

### Groupes ethniques

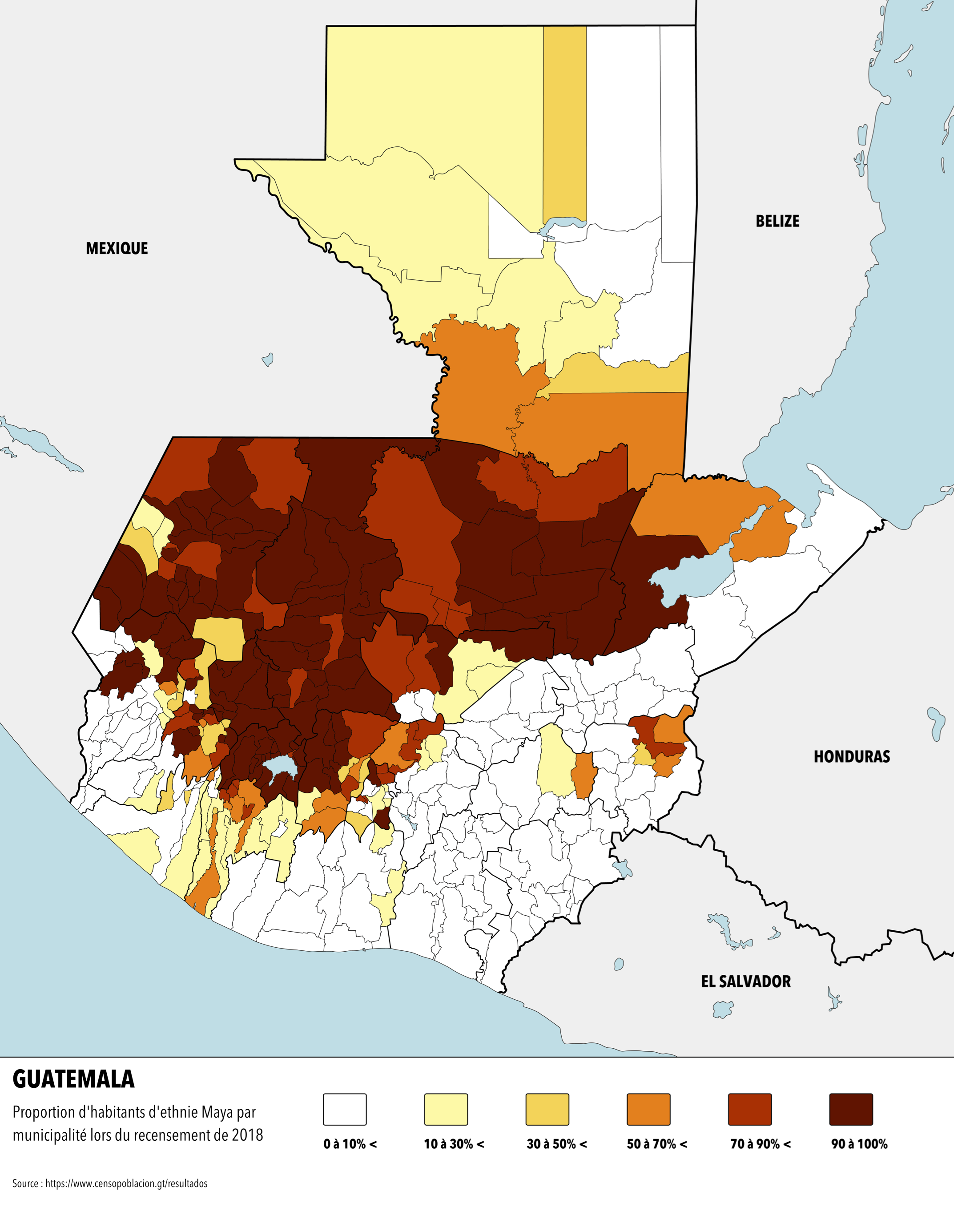
Proportion d'habitants d'ethnie maya en 2018 par municipalité.

La société guatémaltèque est multiethnique. Historiquement, le pays était habité par les Mayas, mais avec l'arrivée des colonisateurs espagnols, les deux populations ont été mélangées au fil du temps. Un recensement réalisé par les colons espagnols au Guatemala en 1778, révèle qu'à cette époque les trois quarts de la population sont indigènes (où 29 % d'eux parlaient espagnol), suivis par les métis/mulâtres avec 21 %, une petite minorité de colons espagnols 4 % et 800 marchands anglais et allemands. Au XIXe siècle, le Guatemala a été influencé par les immigrants allemands, chinois, arabes et jamaïcains, de cette façon, la population locale était plus fragmentée dans l'ascendance et marquait plus de différences, en particulier entre des populations auparavant mélangées.
Selon Jayro Bustamante, bien que la population soit très majoritairement d'origine indigène, la pression culturelle pousse les individus à s'identifier aux « blancs » et les racines indigènes tendent souvent à être minorées.

#### Métis

##### Métissage avec les Allemands
Entre le XIXe et le XXe siècle, le Guatemala voit une immigration massive en provenance d'Allemagne. Ces  immigrées se mettent à exploiter des terres en fermage, des terres de café, des vignobles, par exemple dans les domaines de Alta Verapaz, Zacapa, Quetzaltenango et Chiquimula.
En 1940, il y avait 5 000 Allemands installés au Guatemala, mais la majorité s'était mélangée avec la population locale, en particulier avec les indigènes, mais aussi les métisses et mulâtres, favorisant un nouveau métissage. Bien que la population guatémaltèque soit à 90 % amérindienne ou partiellement amérindienne, on considère que l'ADN allemand est très disséminé dans la population, au point que nombreux habitants de diverses régions (parmi eux aussi des indigènes) peuvent avoir des noms de famille allemands ou un lointain ancêtre allemand. Généralement, les habitants d'origine allemande plus directe bénéficient de privilèges et de statuts, avec une plus grande préférence pour les propriétaires terriens de les placer à des postes de direction.

#### Peuples indigènes
La civilisation maya est apparue environ 1 000 ans avant l'ère chrétienne. Elle s'est développée dans presque tout le Guatemala. Toutefois, la plupart des villes de l'époque classique de la région de Petén, située dans les plaines du Nord, furent abandonnées vers l'an 1000 après Jésus-Christ. En revanche, les États installés dans les plateaux du centre du pays continuèrent à prospérer jusqu'à l'arrivée des Espagnols. Les troupes espagnoles menées par Pedro de Alvarado détruisirent et soumirent brutalement ces États entre 1523 et 1524, grâce à leur supériorité technologique et aux antagonismes entre royaumes mayas des Hautes-Terres du Guatemala ; protégé par son relatif isolement dans la jungle du Petén, le dernier État maya, le royaume itzá de Tayasal, ne succomba aux Espagnols qu'après la Deuxième Guerre du Tayasal, en 1697.
Les indigènes qui habitaient les hautes terres du Guatemala, comme les Cakchiquesl, les Mams (en), les Quichés et les Tz'utujils constituent encore une part importante de la population nationale.

### Langues
| Langue         | Nombre    | %    |
| -------------- | --------- | ---- |
| Achi           | 82 640    | 0,8  |
| Akateko        | 35 763    | 0,3  |
| Awakateko      | 9 613     | 0,1  |
| Ch'orti'       | 11 734    | 0,1  |
| Chuj           | 59 048    | 0,6  |
| Itzá           | 1 094     | 0,0  |
| Ixil           | 83 574    | 0,8  |
| Jacaltec       | 34 038    | 0,3  |
| Cakchiquel     | 444 954   | 4,3  |
| K'iche'        | 890 596   | 8,7  |
| Mam            | 477 717   | 4,6  |
| Maya mopan     | 2 455     | 0,0  |
| Poqomam        | 11 273    | 0,1  |
| Poqomchi'      | 92 941    | 0,9  |
| Q'anjob'al     | 139 830   | 1,4  |
| Q'eqchi'       | 716 101   | 7,0  |
| Sakapulteko    | 6 973     | 0,1  |
| Sipakapense    | 5 687     | 0,1  |
| Tektiteko      | 1 144     | 0,0  |
| Tz'utujil      | 63 237    | 0,6  |
| Uspanteko      | 3 971     | 0,0  |
| Xinca          | 1 283     | 0,0  |
| Garifuna       | 3 564     | 0,0  |
| Espagnol       | 7 080 909 | 68,9 |
| Autres langues | 23 248    | 0,2  |

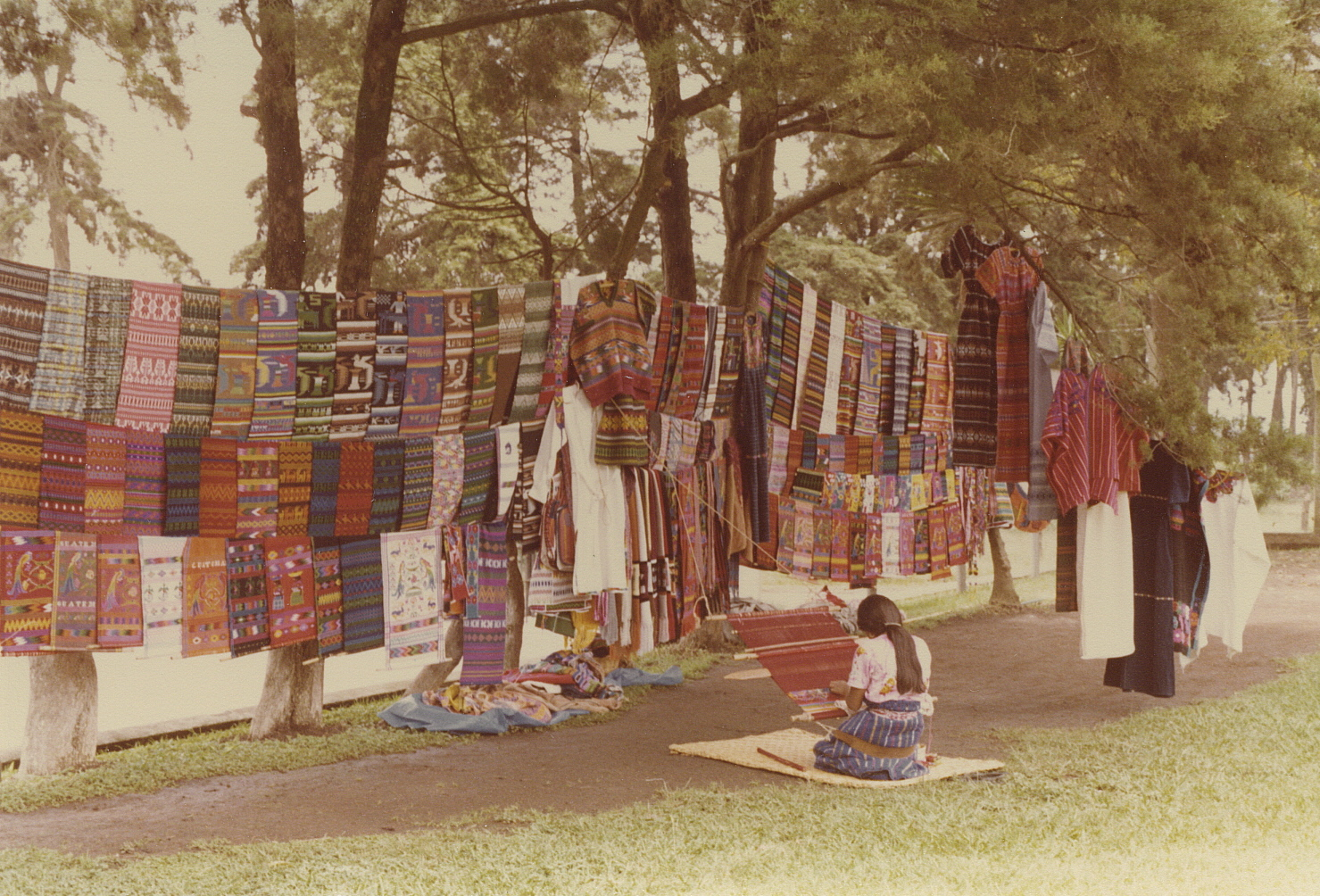
Tissage traditionnel guatémaltèque.

L'espagnol est la langue officielle, bien qu'elle soit utilisée comme seconde langue par certains groupes ethniques au sein du pays. Il y a vingt langues mayas différentes, elles sont parlées dans les zones rurales. Une langue non-maya amérindienne, le xinca, est également parlé dans le Sud-Est du pays, alors qu'une langue africaine-américaine, le garifuna, est parlé sur la côte de l'Atlantique (Izabal). Les Garifunas, qui descendent d'esclaves importés d'Afrique noire au moment de la colonisation, sont présents le long de la côte atlantique depuis le Sud de la péninsule du Yucatán au Mexique jusqu'au Honduras, en passant par le Guatemala et le Belize.
Au Guatemala, l'allemand est aussi parlé par 50 000 personnes dans certaines parties de Zacapa, Santa Rosa (es) et Baja Verapaz ; les Allemands sont arrivés au Guatemala par l'ouverture du président Justo Rufino Barrios en 1885 par le morcellement des lois. Ils ont donné une importance à la culture du café. Ces Allemands sont venus du Sud et certains de l'Ouest de l'Allemagne. Au XIXe siècle et au début du XXe, d'autres migrations au Guatemala ont eu lieu : Français, Anglais, Japonais, Italiens,,.
Le Guatemala est le huitième pays d'Amérique latine où est parlé l'anglais. La société suédoise Education First, place le pays à la 8e place en Amérique latine dans la connaissance de cette langue.
Depuis les accords de paix de décembre 1996, la Constitution est disponible dans les quatre langues les plus parlées après l'espagnol, soit le k'iche', le q'eqchi', le mam et le cakchiquel. De plus, des documents officiels sont traduits dans certaines langues indigènes.

### Religion
| Religion       | %  |
| -------------- | -- |
| Catholicisme   | 50 |
| Protestantisme | 41 |
| Sans religion  | 6  |
| Autres         | 3  |

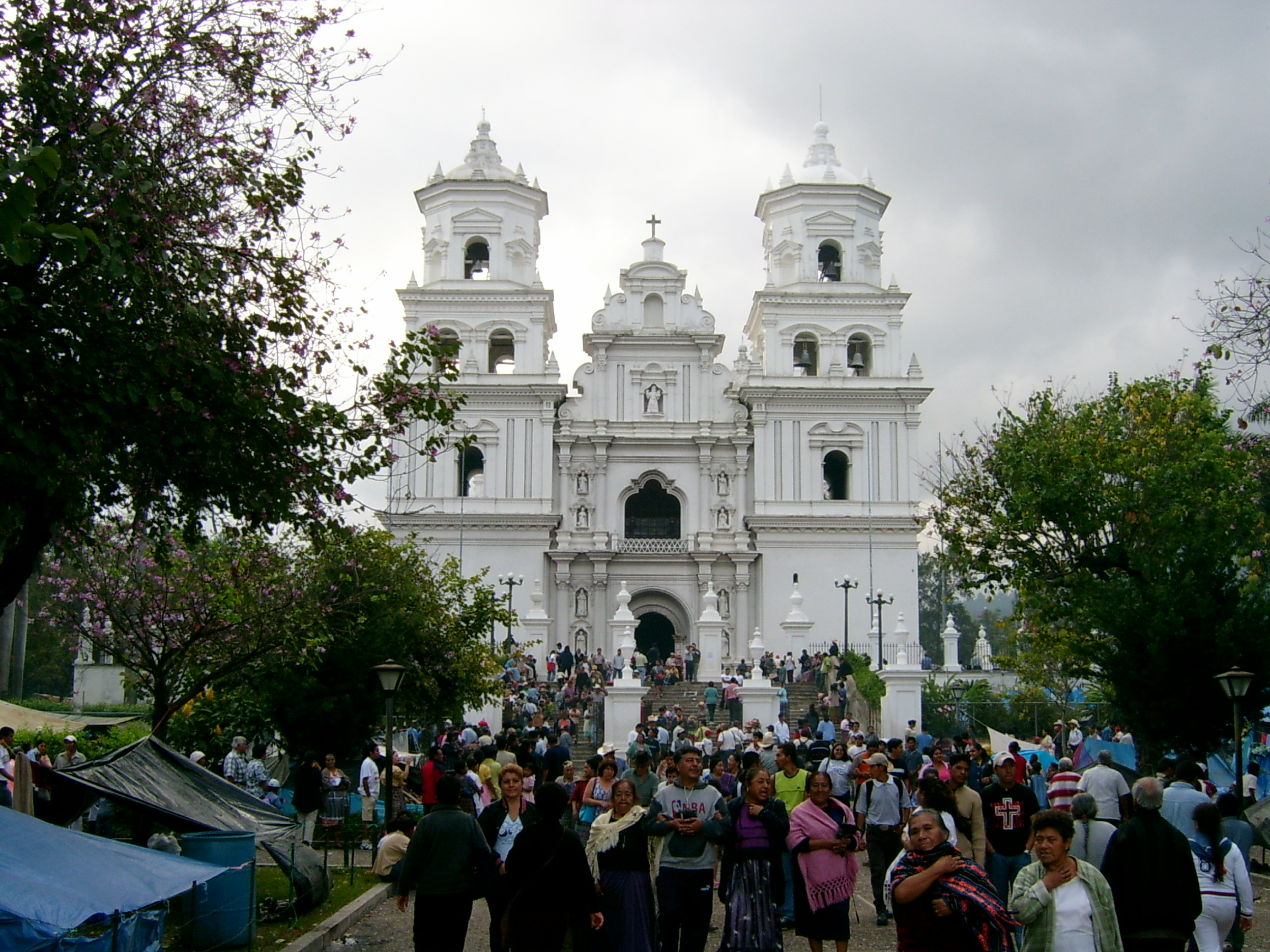
Basilique du Seigneur d'Esquipulas, Chiquimula.

La grande majorité de la population est chrétienne. Traditionnellement catholique depuis la colonisation espagnole, le Guatemala a connu comme la plus grande partie de l'Amérique centrale une forte croissance des Églises protestantes, notamment d'origine nord-américaine. Alors que les catholiques étaient 90 % de la population dans les années 1960, ils en composent moins de la moitié au début du XXIe siècle. De nombreux éléments des traditions locales ont été introduits dans la pratique catholique pour former ce que l'on appelle maintenant un syncrétisme maya.
Avec environ 300 000 personnes, le Guatemala comprend la plus importante communauté orthodoxe d'Amérique latine.
D'autres communautés religieuses comme les musulmans, les Juifs, les mormons, les croyances mayas et les Témoins de Jéhovah sont également présentes.

### Migrations

#### Émigration
Les difficultés d'ordre économique, politique ou climatique ont conduit nombre de Guatémaltèques à émigrer (légalement ou non) vers les pays du Nord, plus riches : Mexique, mais surtout États-Unis et Canada. Ce phénomène a été particulièrement important pendant les années sombres du conflit armé guatémaltèque (1960-1996) mais tend à se stabiliser du fait de la reprise économique du début des années 2010 ainsi que du fait du durcissement des lois sur l'immigration dans des pays tels que le Belize et le Nicaragua.
La migration saisonnière pour des raisons économiques des Guatémaltèques vers les zones frontalières du Mexique reste très importante actuellement : à peu près 100 000 personnes migrent chaque année vers le Yucatán pour prendre des places de domestiques, occuper des emplois dans la construction ou devenir vendeurs d’artisanat.
Si les migrations intérieures assurent, en général, la survie, en revanche l’émigration vers l’étranger, en particulier vers les États-Unis, entraîne un saut qualitatif, économique et social, que l’on constate au bout de quelques années de séjour dans le pays. Plus de 500 000 Guatémaltèques y résident -surtout en Californie, au Texas, en Floride, à New York, en Arizona et dans l'Illinois- et 60 % sont illégaux. Le chiffre total équivaut à 10 % de la population guatémaltèque et fait des Guatémaltèques le troisième groupe latino-américain aux États-Unis (après les Mexicains et les Honduriens). 94 % des immigrants envoient des fonds pour un montant qui représente 12 % du PIB du Guatemala et dont bénéficie 30 % de la population. Cette immigration est surtout constituée de main d’œuvre peu qualifiée.
| États-Unis         | 1 070 743 |
| Mexique            | 44 178    |
| Belize             | 25 086    |
| Canada             | 18 398    |
| Salvador           | 9 005     |
| Espagne            | 7 678     |
| Honduras           | 4 681     |
| France             | 3 296     |
| Costa Rica         | 2 699     |
| Italie             | 2 299     |
| Total              | 1 205 644 |
| Source:DatosMacro. |           |

#### Immigration
Au XIXe siècle, il y eut une vague d'immigrants européens, en particulier Allemands, qui possédaient leurs propres exploitations de café et de sucre dans les régions montagneuses du pays, sont également arrivés Espagnols, Français, Italiens, Belges et autres.
À la fin du XIXe siècle, des immigrants chrétiens orthodoxes de la Terre sainte et du Liban sont arrivés au Guatemala. Au début du XXe siècle, comparée à la vague d'immigrants allemands, une vague, mineure certes mais tout de même présente, d'immigrants russes et grecs est venue au Guatemala. Ces chrétiens orthodoxes se sont imposés avec leurs familles dans leur nouveau pays et ont conservé leur foi et leurs traditions orthodoxe.
Dès le début du XXe siècle, on voit arriver des Européens, notamment après la Première Guerre mondiale. Les Allemands constituent alors la majorité des immigrants au Guatemala, et certains sont membres du parti national-socialiste dans les années 1930. Des réfugiés venant de Grèce, de Pologne, de Russie, d'Allemagne et d'autres pays, arrivent après la Seconde Guerre mondiale. Ils s'installent principalement à Cobán et dans les montagnes à la frontière de Chiapas (Mexique). Ils sont à l'origine d'une certaine prospérité économique dans le nord du Guatemala. Les Allemands, qui étaient un millier en 1900, sont environ 3 000 à la fin la Seconde Guerre mondiale. En 1944, sous la pression des États-Unis, la plupart des descendants allemands sont expropriés et expulsés,.
Dans le contexte général actuel des migrations, il faut prendre en compte le Guatemala tout à la fois comme un pays d’origine, un pays de transit et un pays d’arrivée ou de destination. En tant que pays de transit, on doit considérer que le Mexique et le Guatemala constituent le corridor de migration le plus grand du monde. On évalue à 250 000 ou 300 000 le nombre de personnes qui y transitent, en provenance du Salvador, du Honduras, du Nicaragua, de Colombie, d’Équateur, de Corée et de Chine. Tous sont illégaux et une grande majorité est en transit vers les États-Unis. L'immigration au Guatemala, aujourd'hui, se termine souvent par un retour, qu'il soit choisi ou résulte d'une expulsion. Le retour peut être définitif ou temporaire, selon les expériences vécues et les expectatives futures.
| Salvador           | 19 704 |
| Mexique            | 18 003 |
| États-Unis         | 8 871  |
| Nicaragua          | 8 787  |
| Honduras           | 8 608  |
| Corée du Sud       | 1 833  |
| Espagne            | 1 354  |
| Costa Rica         | 1 192  |
| Colombie           | 1 186  |
| Belize             | 904    |
| Total              | 80 421 |
| Source:DatosMacro. |        |

### Statistiques
- Lignes de téléphone : 1 450 000 (en 2005)
- Téléphones portables : 4 640 000 (en 2005)
- Postes de radio : 1 835 000 (en 2003)
- Postes de télévision : 2,3 millions (en 2003)
- Utilisateurs d'Internet : 165 000 (en 2003)
- Nombre de fournisseurs d'accès internet : 9 (en 2003)
- Routes : 13 856 km (dont 4 370 km goudronnés) (en 1998)
- Voies ferrées : 884 km
- Voies navigables : 990 km
- Nombre d'aéroports : 477 (dont 11 avec des pistes goudronnées) (en 2000)
- Nombre d'homicides :
  - 14 000 sous la présidence d'Alfonso Portillo (2000-2004)[85] ;
  - 21 509 en 2004-2007, soit une dizaine par jour, essentiellement par arme à feu[85].

### Codes
Guatemala a pour codes :
- GUA, selon la liste des codes pays du CIO ;
- GCA, selon la liste des codes internationaux des plaques minéralogiques ;
- GT, selon la norme ISO 3166-1 (liste des codes pays), code alpha-2 ;
- GT, selon la liste des codes pays utilisés par l'OTAN, code alpha-2 ;
- GTM, selon la norme ISO 3166-1 (liste des codes pays), code alpha-3 ;
- GTM, selon la liste des codes pays utilisés par l'OTAN, code alpha-3 ;
- MG, selon la liste des préfixes des codes OACI des aéroports ;
- TG, selon la liste des préfixes OACI d'immatriculation des aéronefs.

Et aussi :
- LG, préfixe maintenant inusité, selon la liste des préfixes OACI d'immatriculation des aéronefs.

## Économie
Le Guatemala est la dixième économie en Amérique latine, la première en Amérique centrale et le 65e dans le monde entier.
L'agriculture représente un quart du PIB, deux tiers des exportations. Ce secteur occupe aussi la moitié de la population active. Le café, le sucre et les bananes sont les principales exportations du pays. Même si ses récoltes de café ont commencé à décliner au cours de la décennie des années 2010, le Guatemala a confirmé sa place au palmarès des dix plus grands producteurs mondiaux de café. Le secteur s'est renforcé depuis le début des années 2000 grâce à la demande chinoise. L’agrobusiness guatémaltèque est aux mains de quelques dizaines de grandes sociétés nationales ou étrangères. La valeur des produits agricoles exportés chaque année a été multipliée par quatre entre 2000 et 2015 et celle des produits miniers par huit, permettant au Guatemala de bénéficier d'un taux de croissance élevé (3,5 % en 2018).
L'agriculture dans le pays est aussi vivrière notamment chez les Mayas. Dans les zones rurales moyennes, chaque famille est souvent contrainte d'envoyer un ou plusieurs de ses membres dans les fincas (grandes exploitations agricoles comme la United Fruit Company) principalement situés sur les côtes où les terres sont plus fertiles afin de faire survivre la communauté. L'ouragan Mitch, qui frappa le pays en 1998, causa des dégâts, toutefois moins graves que dans les pays voisins.
Les 2 % de grands propriétaires terriens possèdent 62 % des terres cultivables du Guatemala. Les populations indigènes, qui ont été historiquement dépossédées de leurs terres par la colonisation espagnole puis par les nouvelles élites après l'indépendance, sont reléguées dans les montagnes, où les terres sont infertiles, ce qui les contraint à vivre dans une grande pauvreté. Le taux de malnutrition pour les enfants indigènes s'élève à 62 % selon le gouvernement.
Les transferts d’argent depuis l’étranger, les « remesas », représentent 18 milliards de dollars en 2022, selon la Banque du Guatemala, soit 24 % du PIB. Ils font vivre 6,5 millions de personnes sur 17 millions d’habitants.
Les biens manufacturés et la construction représentent 20 % du PIB. Le pays est attractif pour les entreprises (notamment de confection) en raison de sa proximité géographique avec les États-Unis, des salaires très bas et des avantages fiscaux considérables. Le secteur  des maquiladoras constitue une part importante du total des exportations du Guatemala. Pourtant, son apport à l’économie de ces pays est contesté ; les matières premières sont importées, les emplois sont précaires et peu rémunérés, et les exonérations d’impôts fragilisent les finances publiques. Elles font aussi l'objet de critiques pour les conditions de travail des employés : insultes et violences physiques, licenciements abusifs (notamment d'ouvrières enceintes), horaires, non-paiement des heures supplémentaires. Selon Lucrecia Bautista, coordinatrice du secteur maquilas du cabinet d'audit Coverco, « les réglementations en matière du droit du travail sont régulièrement violées dans les maquilas et il n'existe aucune volonté politique pour imposer leur application. Face aux infractions, l'inspection du travail fait preuve d'une remarquable mansuétude. Il s'agit de ne pas décourager les investisseurs. » Les syndicalistes sont sujets à des pressions, et parfois à des séquestrations ou assassinats. Dans certains cas, des chefs d'entreprises ont fait appel aux services des maras. Enfin, des listes noires comprenant des noms de syndicalistes ou militants politiques circulent dans les milieux patronaux.
La fin de la guerre civile fit disparaitre le plus grand obstacle aux investissements étrangers. Le président Álvaro Arzú mena une politique de modernisation de l'économie et de libéralisation. Le Guatemala est cosignataire, depuis mai 2004, de l'Accord de libre-échange d'Amérique centrale. Ses principaux fournisseurs sont les États-Unis, loin devant le Mexique, et la Chine. Côté exportations, les premiers partenaires sont les États-Unis, le Salvador et le Honduras. Le tourisme est une industrie forte dans l'économie du Guatemala, et a été de plus en plus depuis 2010, les principaux lieux touristiques étant : Antigua Guatemala, Lac Atitlán, Esquipulas, Tikal, Guatemala Ville, port de San José, Chichicastenango et Quiriguá.
En janvier 2014, le pays figure sur la liste française des paradis fiscaux. Le Guatemala présente la fiscalité la plus faible d'Amérique pour les entreprises et les investisseurs étrangers.
Selon le Programme des Nations unies pour le développement (PNUD), « au Guatemala, le coefficient de Gini – qui mesure les inégalités de revenus – s’élève à 0,63, l'un des plus hauts taux du monde ». Le pays est l'un des seuls du continent américain à ne pas avoir enregistré de diminution de la pauvreté durant la période de cours élevés des matières premières exportées (2000-2015). Au contraire, elle augmente de 7 %, pour atteindre en 2017, 66,7 % des Guatémaltèques, dont 86,6 % des seuls indigènes.
En 2023, le Guatemala est classé en 122e position pour l'indice mondial de l'innovation.

### Importations et exportations
Le Guatemala est l'un des pays exportateurs d'Amérique centrale, environ 140 pays dans le monde reçoivent les exportations du Guatemala. Les États-Unis sont le principal partenaire commercial du Guatemala, et sont destinataires de 40 % de ses exportations. Les autres grands partenaires commerciaux sont l'Amérique centrale, l'Europe, le Mexique.
La part des produits non traditionnels a augmenté, et les produits d'exportation traditionnels (sucre, café, bananes, cardamome, coton, viande) ne représentent plus que le quart du total. À l'inverse, le Guatemala importe principalement du matériel de transport, des appareils ménagers et des produits industriels.
Les recettes d'exportation du Guatemala ont atteint 8,466 millions de dollars en 2010, les revenus continuent à augmenter à plus de 10 000 millions de dollars aujourd'hui.
| Exportations     | Exportations | Importations     | Importations |
| Pays             | %            | Pays             | %            |
| ---------------- | ------------ | ---------------- | ------------ |
| États-Unis       | 41,2         | États-Unis       | 34,3         |
| Salvador         | 12,1         | Mexique          | 8,6          |
| Honduras         | 9            | Union européenne | 8            |
| Mexique          | 7            | Salvador         | 4,1          |
| Union européenne | 5            | Costa Rica       | 3,4          |
| Nicaragua        | 7,2          | Nicaragua        | 4,3          |
| Autres Pays      | 25           | Autres Pays      | 42           |

### Pauvreté
Selon un rapport du Haut-Commissariat des Nations unies aux droits de l'homme, 83 % des Guatémaltèques vivent en 2017 dans la pauvreté ou l’extrême pauvreté.
Les premiers à être victimes de la précarité économique sont les enfants. En 2013, 1,3 million d'entre eux souffrent de malnutrition chronique, soit 49,3 % de la classe d’âge, indique l’Unicef. La situation ne s’améliore pas dans les années qui suivent : en 2021, près de 50 % des enfants souffrent de malnutrition chronique, ce qui représente le pire taux d’Amérique latine.
La vie économique et politique des Guatémaltèques est dominée par les métis et les Blancs. La participation des peuples autochtones dans l'administration et la finance est très minoritaire (moins de 10 %), seulement deux sur dix autochtones reçoivent plus que le salaire minimum, alors que dans la population non autochtone, ce nombre atteint sept personnes.

### Tourisme
Le tourisme est devenu l'un des principaux moteurs de l'économie, il a apporté une valeur de 1,8 milliard de dollars à l'économie en 2008. Le Guatemala reçoit environ deux millions de touristes annuellement. Au cours des dernières années la hausse du nombre de navires de croisière qui ont visité les ports maritimes guatémaltèques, ont conduit à une augmentation du nombre de visiteurs du pays.
Dans son territoire il y a des sites archéologiques mayas fascinants (Tikal dans le Peten, Quiriguá à Izabal, Iximché en Tecpan Chimaltenango et Guatemala) : ainsi, la tombe d'une reine guerrière maya est découverte dans le nord du pays.
Le lac Atitlán et Semuc Champey sont des destinations de beautés naturelles. Comme l'est également la ville coloniale d'Antigua Guatemala, qui est reconnu par l'UNESCO comme patrimoine culturel mondial. La ville d'Antigua connaît une popularité croissante auprès des touristes, en partie grâce au volcan actif Fuego. Ce volcan, de plus de 3000 mètres de hauteur, offre régulièrement des spectacles éblouissants. Il est d'ailleurs très populaire de faire une randonnée de deux jours sur le volcan voisin Acatenango, afin de dormir au sommet et ainsi assister au spectacle de feu du volcan Fuego.
Plusieurs volcans sont visibles et accessibles, tant depuis Antigua que depuis le lac Atitlán. Ceux-ci offrent aux touristes non seulement des vues à couper le souffle, mais aussi des randonnées hors du commun. Les volcans principaux sont : Agua, Fuego, Acatenango, Atitlán, Santa María, et bien d'autres encore...
Il y a un fort intérêt de la communauté internationale pour les sites archéologiques comme la cité de Tikal. Elle fut construite et habitée dans une période où la culture a eu son expression la plus littérale et artistique. Tikal est le plus grand et le plus important site Maya au monde.
Les Mayas de Tikal ont construit beaucoup de temples, un parc de balle, des autels et des stèles en haut et bas relief.
Le Guatemala est très populaire pour ses sites archéologiques, villes pré-hispaniques ainsi que des centres touristiques religieux comme la basilique d'Esquipulas et les belles plages de la côtes du Pacifique et de l'Atlantique du Guatemala. Autres destinations touristiques sont les parcs nationaux et autres aires protégées telles que la Réserve de biosphère Maya.

Certains sites touristiques au Guatemala
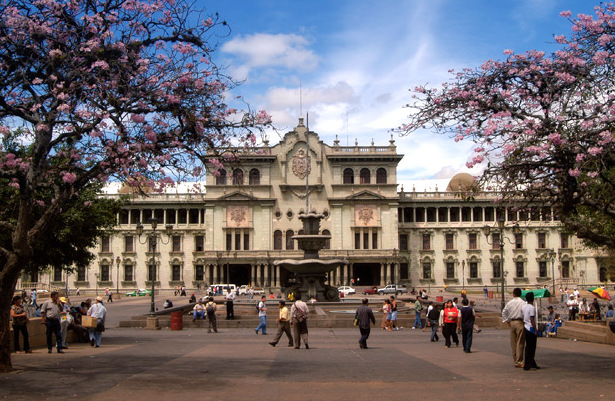
Guatemala (ville).
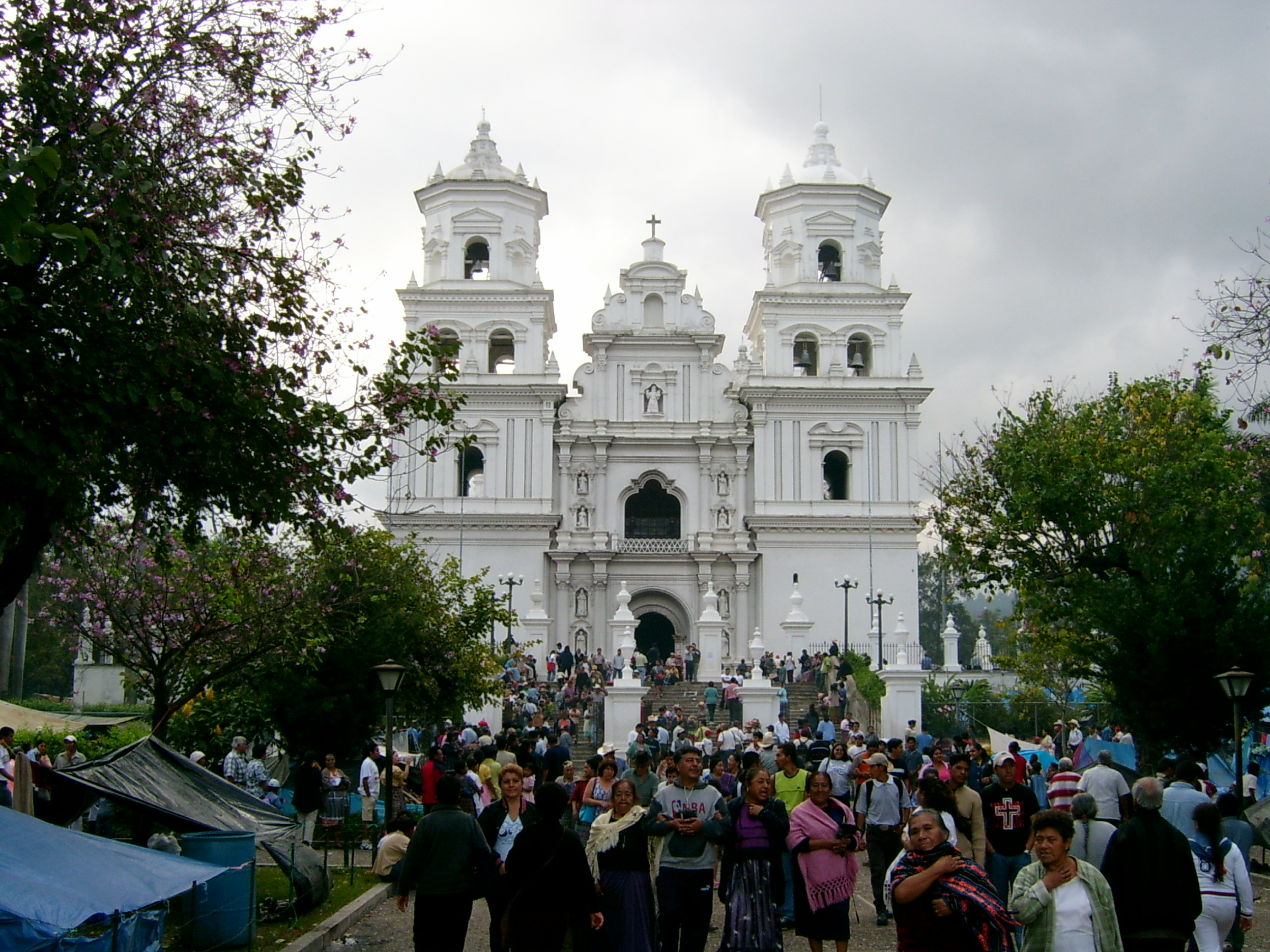
Esquipulas.
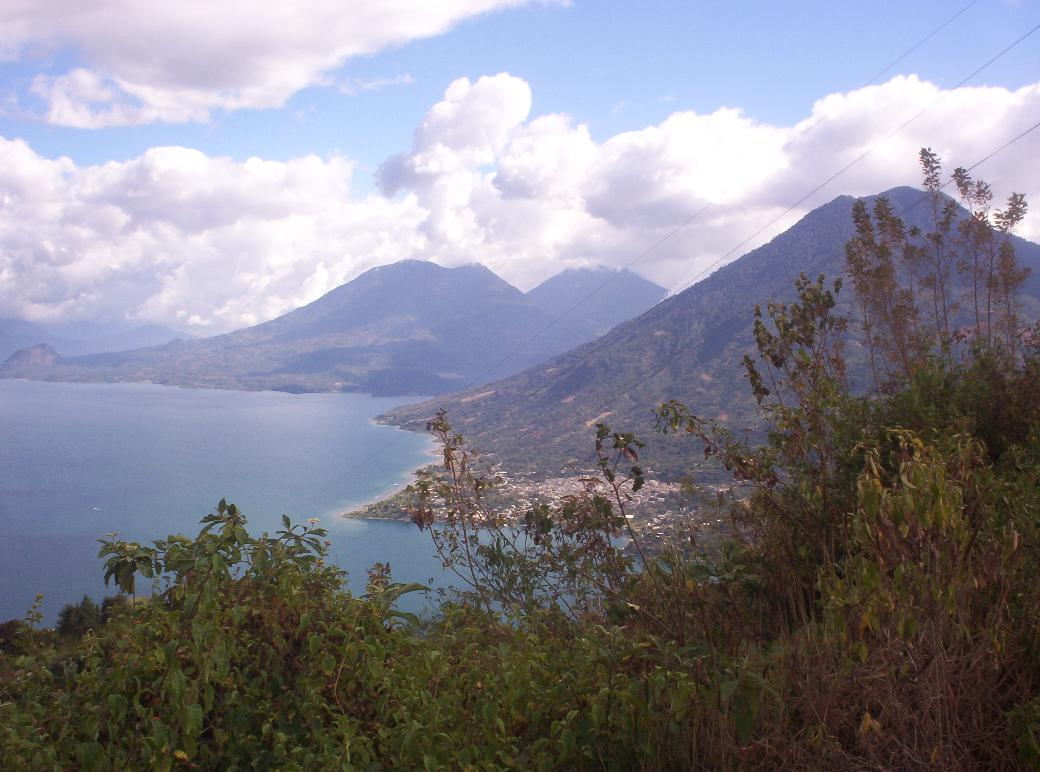
Lac Atitlán Sololá.
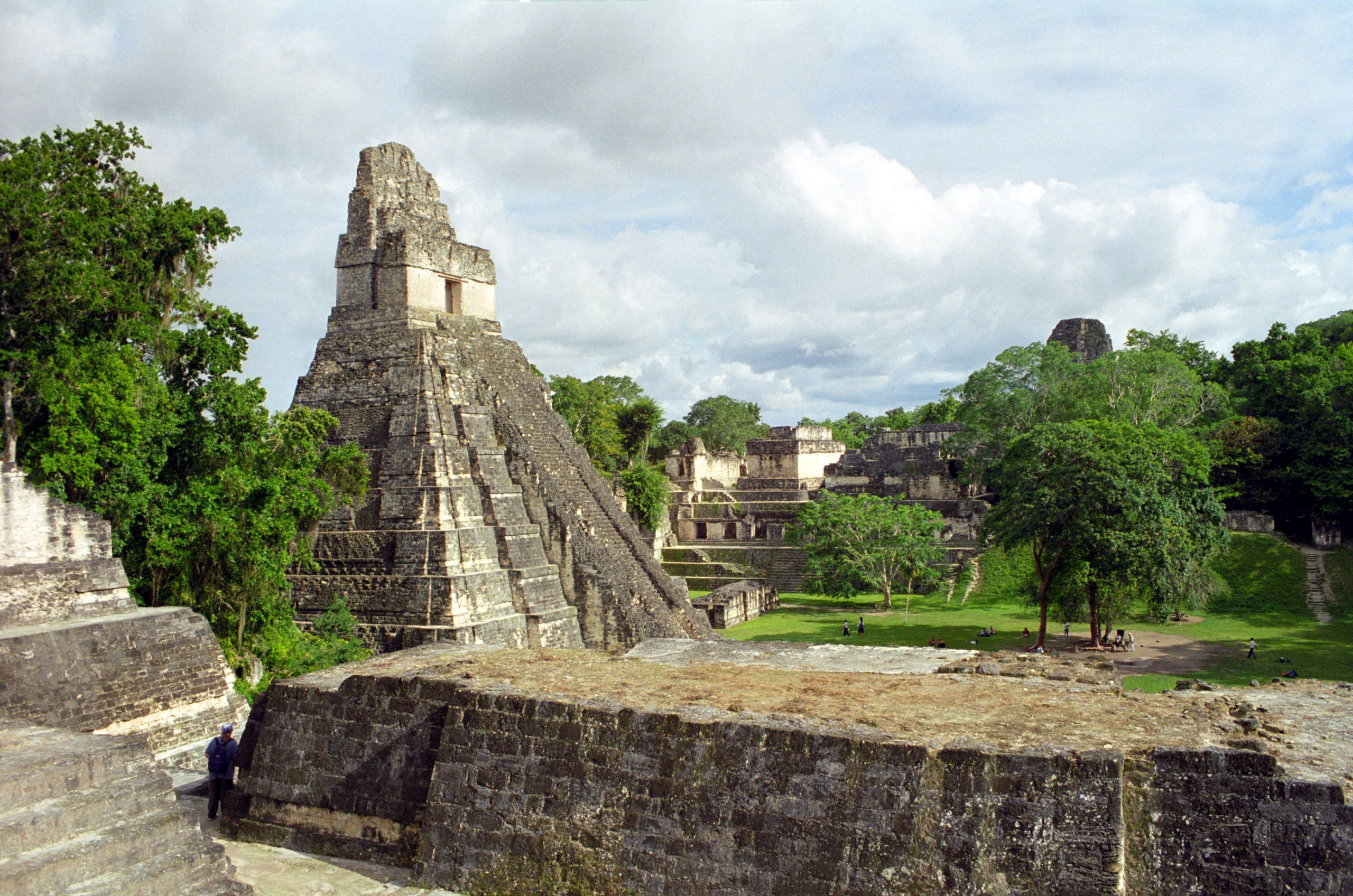
Tikal Petén.
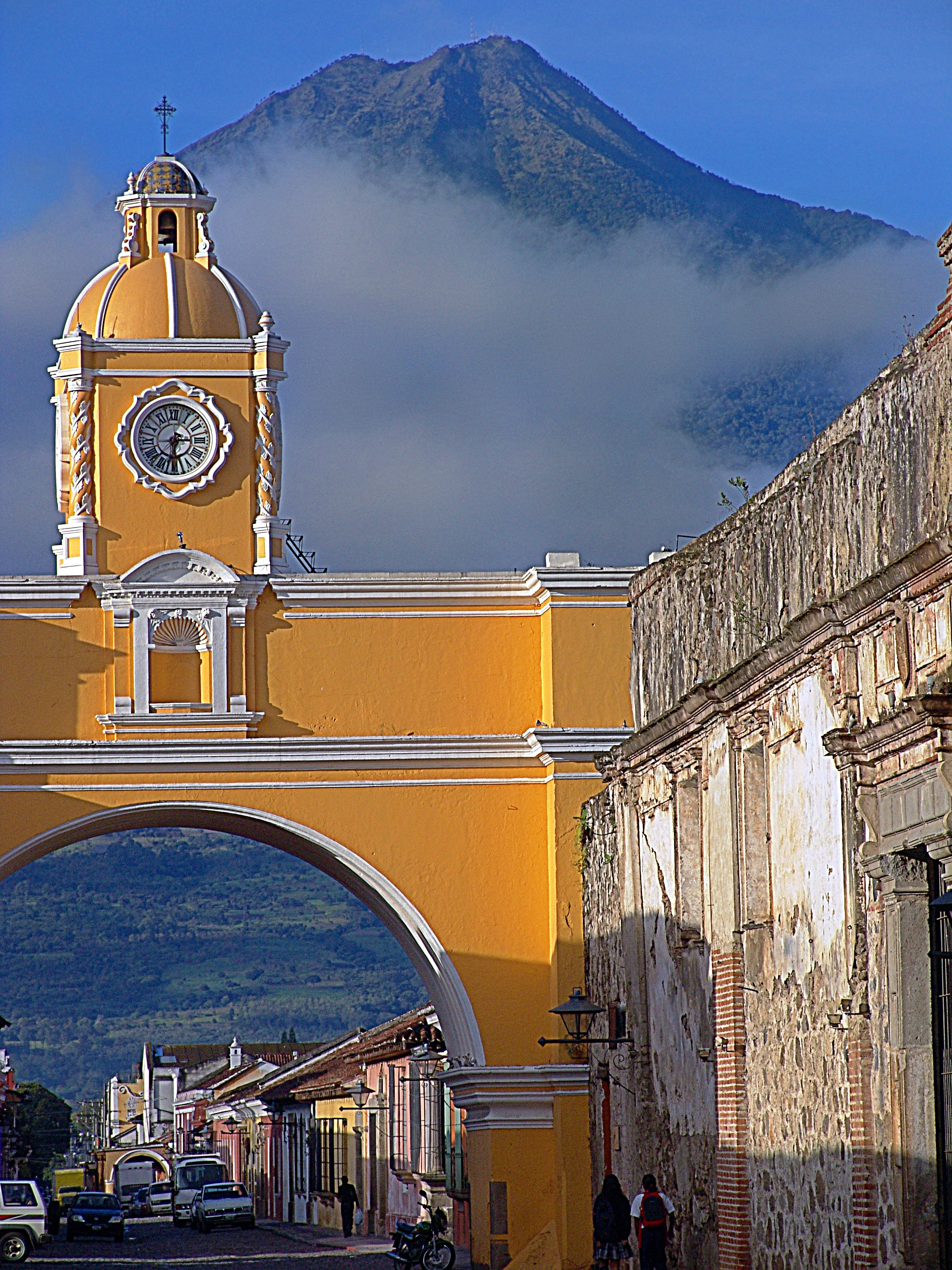
Antigua Guatemala Sacatepéquez.
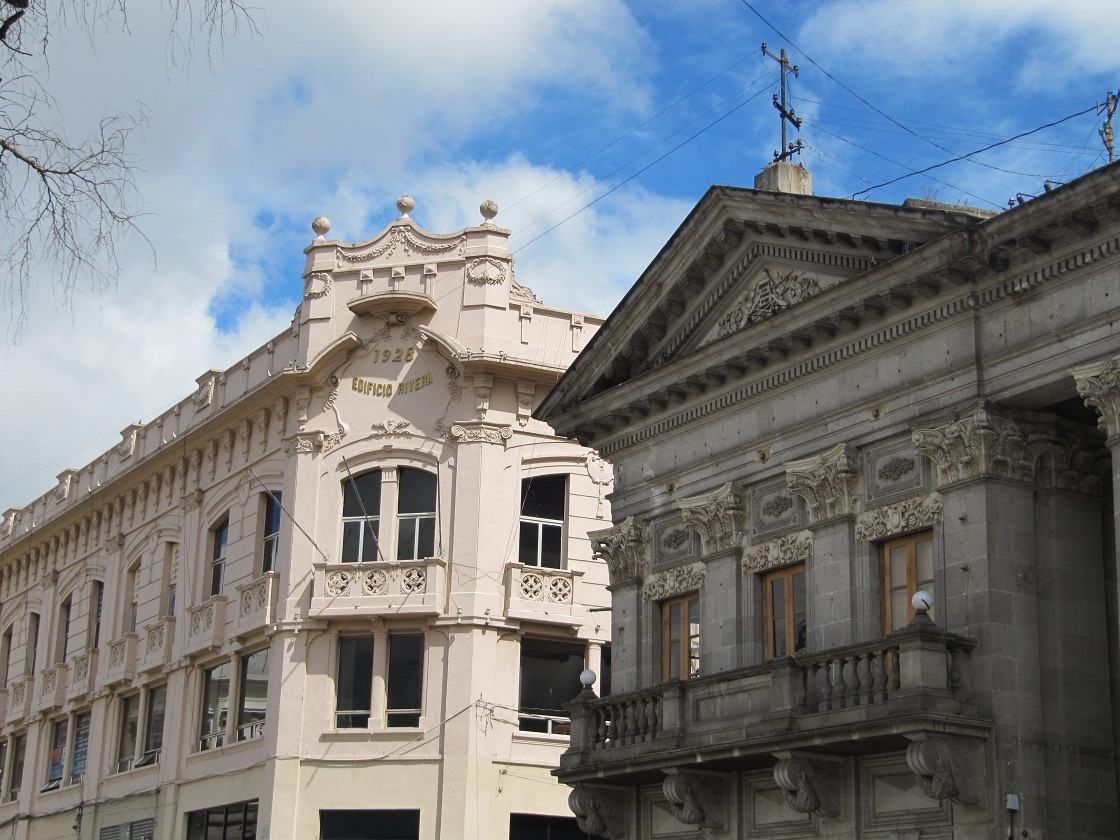
Quetzaltenango Quetzaltenango.
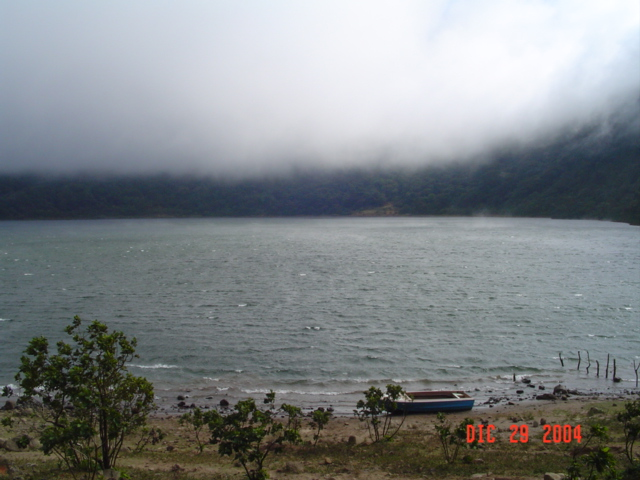
Ipala Chiquimula.
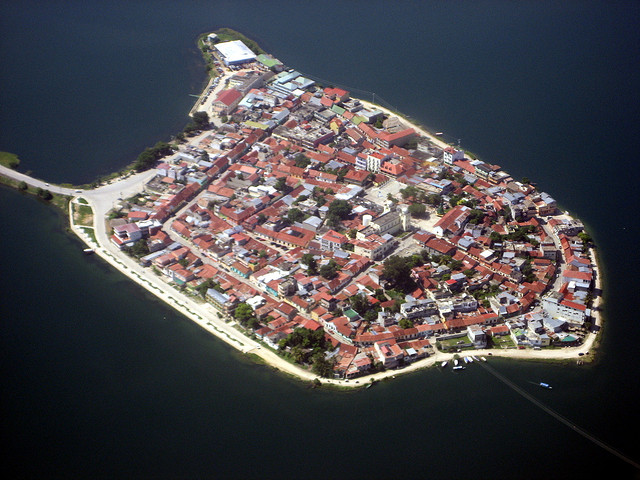
Flores (Petén) Petén.
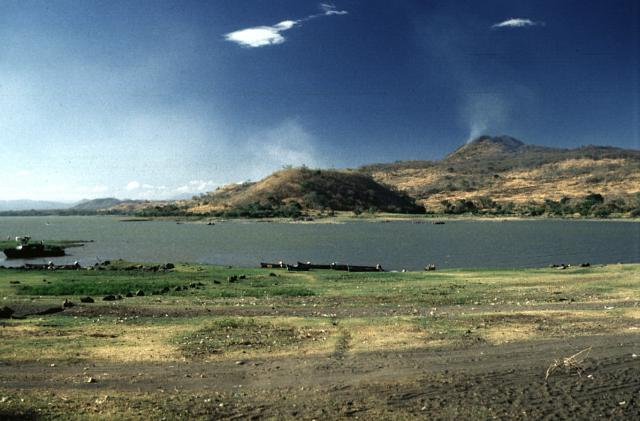
Lac de Güija Jutiapa.
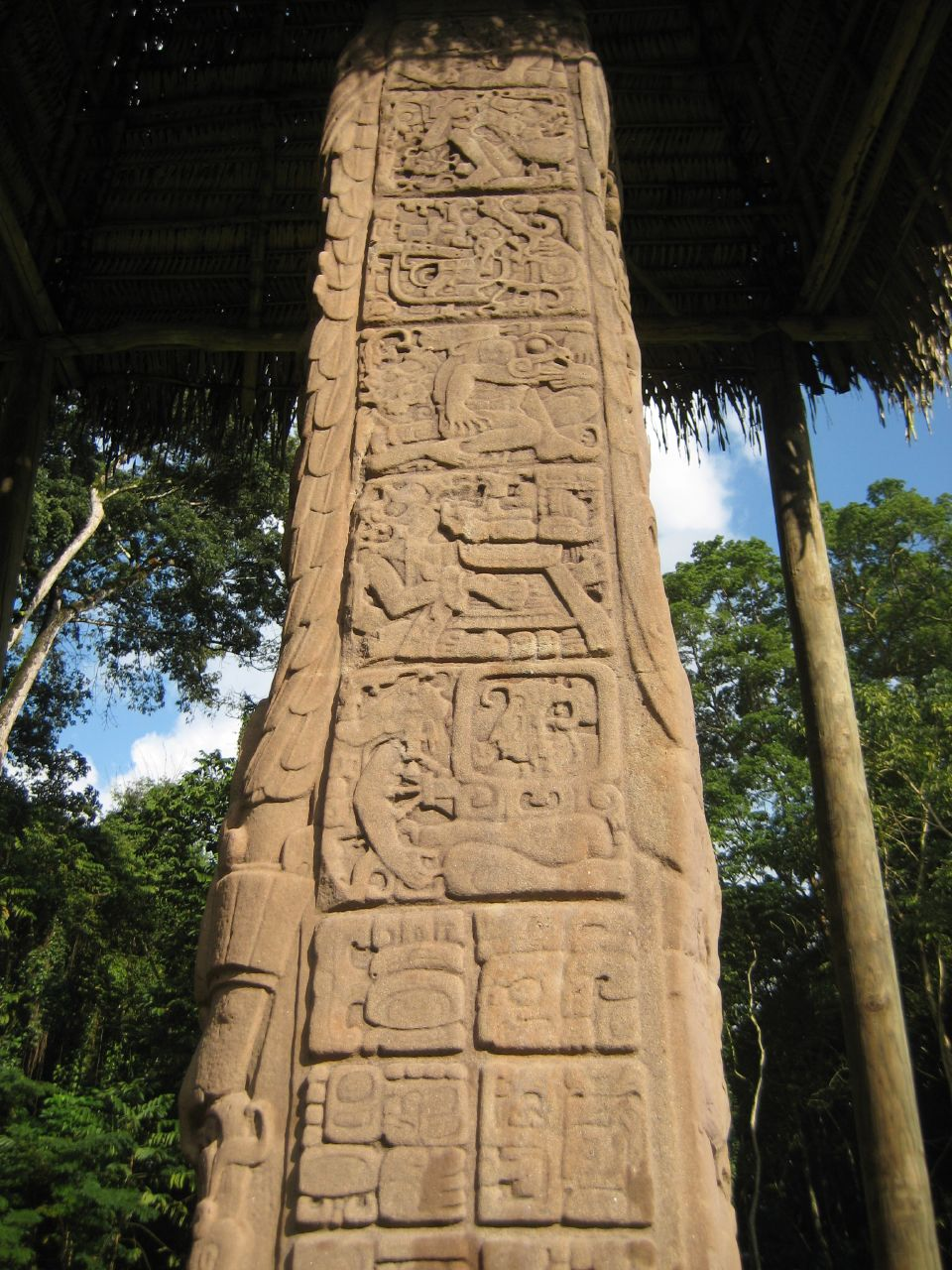
Quiriguá Izabal.
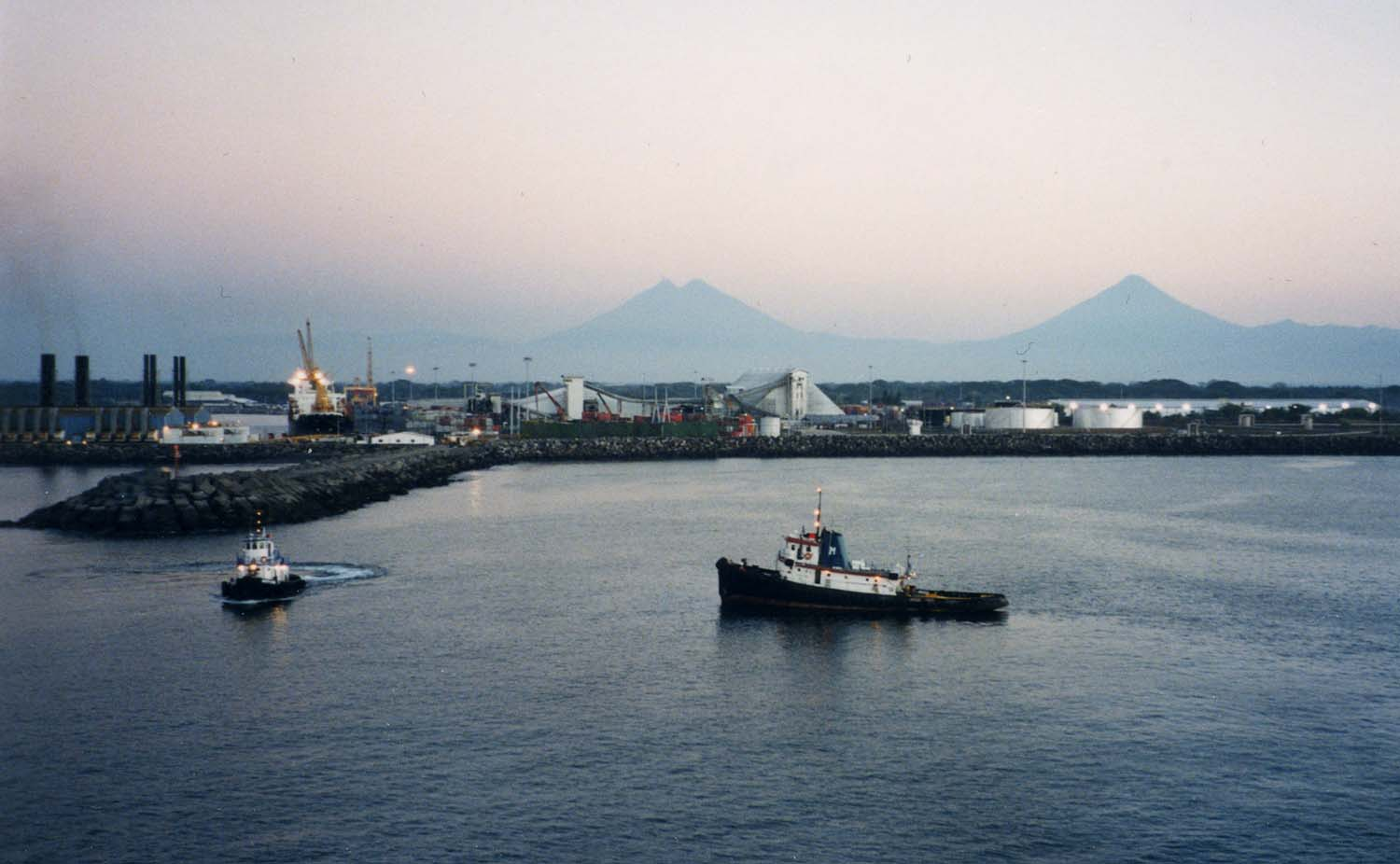
Port Quetzal Escuintla.
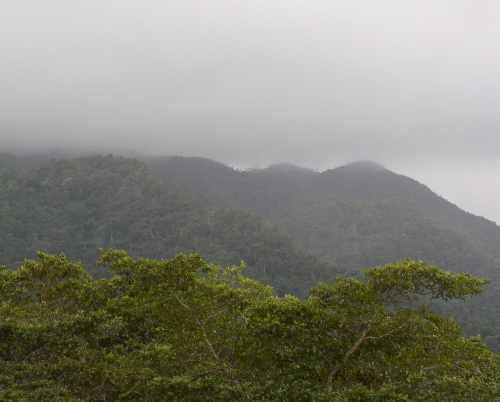
monts Maya Petén.

### Poids et mesures
Le Guatemala n'utilise pas le kilogramme et ses dérivés, mais la livre américaine (environ 453,592 37 grammes). L'essence se mesure en gallons.

## Culture
La culture maya est toujours très présente au Guatemala, tout comme l'influence de la culture des colons espagnols. Ainsi, de nombreuses femmes portent toujours l'habit traditionnel, la corte, la jupe traditionnelle, et le ouipil, la chemise. Plusieurs ruines mayas sont toujours visibles dans le pays à travers divers sites archéologiques, dont le temple du grand jaguar dans la célèbre cité de Tikal. L'architecture de nombreux bâtiments fut fortement influencée par les Espagnols, notamment dans les villes coloniales telles qu'Antigua. La cuisine guatémaltèque, principalement à base de maïs, est très diversifiée, comprenant des mets, tels que les haricots ou les tamales (papillottes).
La découverte et la diffusion de la musique guatémaltèque de la Renaissance et du Baroque par le compositeur et musicologue Dieter Lehnhoff est très importante pour la culture du Guatemala.

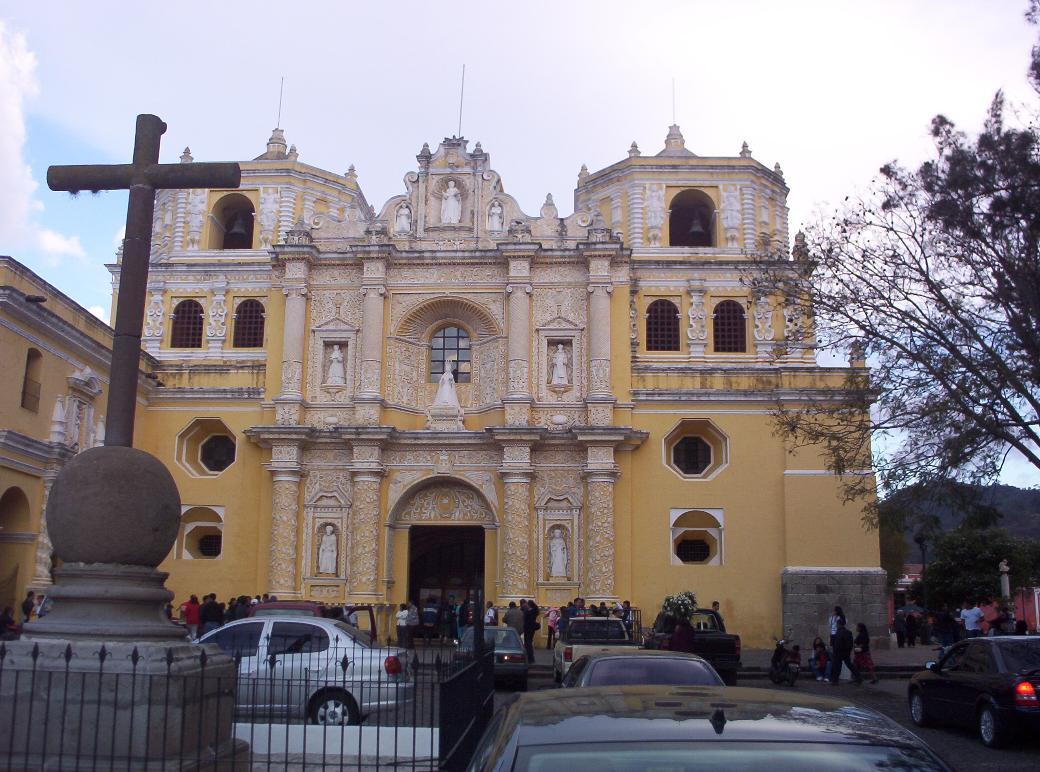
L'une des nombreuses églises baroques construites par les Espagnols dans l'ancienne capitale du Guatemala, Antigua.

| Date         | Nom                           | Remarques                  |
| ------------ | ----------------------------- | -------------------------- |
| 1er janvier  | Jour de l'an                  |                            |
| 1er mai      | Fête du Travail               |                            |
| 10 mai       | Fête des Mères                |                            |
| 17 juin      | Fête des Pères                |                            |
| 30 juin      | Jour de l'armée               |                            |
| 15 août      | Fête de l'Assomption de Marie | Seulement dans la capitale |
| 15 septembre | Jour de l'indépendance        |                            |
| 20 octobre   | Jour de la révolution         |                            |
| 1er novembre | Toussaint                     |                            |
| 7 décembre   | Quema del Diablo              |                            |
| 24 décembre  | Nochebuena                    |                            |
| 25 décembre  | Noël                          |                            |
| 31 décembre  | Nochevieja                    |                            |

### Danse classique
Le principal groupe de danse classique est le Ballet national du Guatemala (es), qui a été formé en juillet 1948. Dans les années de la guerre froide, il ne se produisit plus car l'on pensait que ses administrateurs, dont un ressortissant russe, pouvaient être des agents du communisme international. Il a rouvert en 1955 sous la direction de Fabiola Perdomo. De 1962 à 1974 le maître Antonio Crespo a dirigé le Ballet. À ce stade, une génération de danseurs de qualité, comme Christa Mertins, Brenda Arevalo, Ana Elsy Aragon, Richard Devaux, Sonia Juarez, Miguel Cuevas et Gladys Garcia, se lève. L'École nationale de danse et de chorégraphie est la source principale du Ballet national du Guatemala. L'école a vu venir Mayra Rodríguez qui a commencé à danser à un jeune âge et fut découverte par Antonio Crespo. Le Ballet national du Guatemala a été reconnu comme Patrimoine national culturel, en mars 1992.

### Art
Le Guatemala a produit de nombreux artistes indigènes qui suivent des traditions séculaires précolombiennes. Reflétant l'histoire coloniale et post-coloniale du Guatemala, la rencontre avec plusieurs mouvements d'art mondial a produit un bon nombre d'artistes qui ont combiné l'esthétique du primitivisme traditionnel (ou art naïf) avec l'esthétique occidentale, d'Europe ou Amérique du Nord, et d'autres traditions.
La Escuela Nacional de Artes Plásticas « Rafael Rodríguez Padilla » est la première école d'art du Guatemala, et plusieurs grands artistes autochtones, également diplômés de cette école, sont dans la collection permanente du Museo Nacional de Arte Moderno de la capitale.
Plusieurs artistes guatémaltèques contemporains ont acquis une réputation en dehors du Guatemala : Dagoberto Vásquez, Luis Rolando Ixquiac Xicara, Carlos Mérida, Aníbal López, Roberto González Goyri, et Elmar René Rojas.
L’industrie cinématographique est inexistante au Guatemala. Seuls 9 % de la population ont accès aux salles de cinéma.

### Littérature
Le Prix national de littérature du Guatemala est un prix remis une seule fois à un écrivain du pays pour l'ensemble de son travail. Il est décerné chaque année depuis 1988 par le ministère de la Culture et des Sports.
Miguel Ángel Asturias a été récompensé par le prix Nobel de littérature en 1967. Parmi ses livres célèbres, l'on peut distinguer Monsieur le Président, roman basé sur le gouvernement de Manuel José Estrada Cabrera.
Rigoberta Menchú, récompensée par le prix Nobel de la paix pour la lutte contre l'oppression des peuples indigènes au Guatemala, est célèbre pour ses livres, Rigoberta Menchú et Crossing Borders.

### Monterrico
La ville de Monterrico (en) est située dans le département de Santa Rosa. Connue pour ses plages de sable volcanique noir et l'afflux annuel de tortues de mer, la ville est aussi une grande station de week-end à la plage pour les habitants de la ville de Guatemala. La ville est de plus en plus populaire auprès des touristes étrangers en grande partie en raison des efforts locaux de conservation des tortues de mer, ainsi que pour l'atmosphère décontractée de la région.

## Relations internationales

### Relations russo-guatemaltèques
Les premiers contacts diplomatiques entre l'Empire russe et la république du Guatemala se sont produits en 1880, par un échange de lettres entre l'empereur Alexandre II et le président Rufino Barrios.
Les relations diplomatiques entre l'URSS et le Guatemala sont établies le 19 avril 1945, mais ne se développent pas et c'est seulement le 4 janvier 1991 que les parties ont échangé des missions diplomatiques. Après l'effondrement de l'Union soviétique, le gouvernement du Guatemala a reconnu le 8 janvier 1992 la Russie en tant que successeur légal de l'Union soviétique.
En 1995, l'ambassade du Guatemala a été ouverte à Moscou. Depuis 1997, l'ambassadeur de Russie au Costa Rica est également ambassadeur au Guatemala.
En septembre 2000, les parties ont signé un accord sur les principes des relations entre la Russie et le Guatemala.
En octobre 2003, le vice-président du Guatemala, Juan Francisco Reyes (en), a visité la Russie.
En novembre 2006, il a signé un accord intergouvernemental sur la coopération commerciale et économique.
C'est en juillet 2007 qu'a lieu la première visite au Guatemala du président de la Russie. Le président de la fédération de Russie Vladimir Poutine a tenu une série d'entretiens avec le président du Guatemala, Oscar Berger.
Le régime sans visas entre la Russie et le Guatemala a commencé à fonctionner le 29 février 2012[réf. souhaitée].

### Relations avec le Mexique
Le Guatemala et le Mexique sont deux pays voisins qui partagent une histoire culturelle commune de la civilisation maya et les deux nations ont été colonisées par l'Empire espagnol. En 1821, le Mexique a obtenu son indépendance de l'Espagne et y a administré le Guatemala au cours du premier Empire mexicain. En 1823, l'empire s'est effondré et le Guatemala a rejoint les Provinces-Unies d'Amérique centrale, cependant, la région guatémaltèque de Chiapas a choisi de se séparer du Guatemala et a rejoint le Mexique comme un État. En 1838, l'union s'est dissoute et le Guatemala est devenu une nation indépendante. Les deux pays ont établi des relations diplomatiques en 1838 et les missions diplomatiques furent bientôt ouvertes.
En décembre 1958, les deux nations étaient très près de se déclarer la guerre après un incident impliquant la marine guatémaltèque qui a tiré sur des bateaux de pêche au large des côtes mexicaines du Guatemala, tuant trois personnes et en blessant quatorze autres pêcheurs. Peu après les attaques, des relations diplomatiques ont été rompues et les troupes ont été mobilisées à la frontière des deux côtés et des avions de chasse mexicains sont entrés dans l'espace aérien guatémaltèque afin d'attaquer le principal aéroport international du pays. En septembre 1959, par la médiation du Brésil et du Chili, des relations diplomatiques entre le Guatemala et le Mexique ont été rétablies.
De 1960 à 1996, le Guatemala est entré dans une guerre civile. Pendant cette période, le Mexique est devenu un refuge pour environ 80 000 Guatémaltèques et demandeurs d'asile, la plupart d'entre eux sont des indigènes. Depuis la fin de la guerre civile, les relations entre les deux pays se sont considérablement améliorées et les deux nations travaillent ensemble pour lutter contre le crime, les trafics de stupéfiants, etc.

### Relations avec Taïwan
Taïwan est un des plus grands partenaires du Guatemala, derrière le Honduras, le Mexique, l'Allemagne et les États-Unis. Le Guatemala, avec les autres pays d'Amérique centrale, signe un Accord de complémentarité économique avec Taïwan, le 13 septembre 1997.
Pendant une visite du vice-président du Guatemala à Taïwan en mars 2003, les représentants des deux parties sont convenus d'entamer des négociations sur un accord de libre-échange, en utilisant comme base le texte de l'accord Panama-Taïwan. Les négociations ont eu lieu en quatre rounds.
Le 22 septembre 2005, le Guatemala et Taïwan signent un accord de libre-échange. Le traité se compose de six parties : aspects généraux ; le commerce des marchandises ; barrières commerciales ; investissement, les services et les questions connexes ; droits de propriété intellectuelle ; et les dispositions administratives et institutionnelles.
Les exportations vers l'île étaient de l'ordre de 11,3 millions de dollars, soit une baisse de 5,3 % par rapport au premier semestre 2007. Les principaux produits exportés sont : les déchets et débris métalliques 4,6 millions de dollars américains ; café 2,3 millions de dollars ; sucre 2,1 millions de dollars ; tabac brut 1,4 million de dollars. Dans le même temps, les importations ont augmenté de 15,4 % pour un montant total de 56,3 millions de dollars. D'où une balance commerciale déficitaire de 45,0 millions de dollars.
En 2010, Taïwan a commencé un total de 54 projets d'investissement au Guatemala avec un total de 350 millions de dollars investis. Le ministre des Affaires étrangères de la Taïwan, Javier Ho, a déclaré jeudi 12 août 2010, que le gouvernement de Taïwan soutenait la coopération économique avec le Guatemala, en fournissant un soutien aux entrepreneurs nationaux dans leurs efforts vers cet objectif.

### Relations avec Israël
Le Guatemala compte parmi les premiers pays a reconnaître l’existence d’un « État juif » en territoire palestinien, le 14 mai 1948, notamment grâce à l'action du diplomate progressiste Jorge García Granados.
Pendant la guerre civile guatémaltèque, Israël apporte son appui à la dictature militaire. L’assistance militaire israélienne au Guatemala commence officiellement en 1971. Dès 1975, sont fournis à la dictature des avions Aravaet et divers types d’armements – canons, armes individuelles –. Effectuant « un travail fantastique », d’après le général Benedicto Lucas, des dizaines de conseillers militaires israéliens épaulent le service de renseignements guatémaltèque, le G-2, et mettent en place un système informatique qui permet le fichage systématique de 80 % de la population.
Lors du vote de l'ONU du 29 novembre 2012, concernant l'adhésion de la Palestine comme membre observateur, le Guatemala s'est abstenu,. Le 9 avril 2013, le Guatemala reconnaît la Palestine.
Le 24 décembre 2017, le Guatemala s'aligne sur la décision prise dans les semaines précédentes par les États-Unis et annonce qu’il a l'intention de déplacer à Jérusalem son ambassade en Israël.